# 17 Pułk Ułanów Wielkopolskich
17 Pułk Ułanów Wielkopolskich im. Króla Bolesława Chrobrego (17 puł) – oddział kawalerii Armii Wielkopolskiej i Wojska Polskiego II RP.
W okresie powstania wielkopolskiego ppłk Kazimierz Raszewski zorganizował 2 pułk ułanów Wielkiego Księstwa Poznańskiego. Od 9 lutego 1919 pułk występował pod nazwą 3 pułk Ułanów Wielkopolskich. W sierpniu 1919 został przemianowany na 17 pułk Ułanów Wielkopolskich. Imię zostało nadane 6 maja 1939.
W okresie międzywojennym pułk stacjonował początkowo w garnizonie Gniezno, potem w Lesznie.
Oddział był jednostką organizacyjną, kolejno: I Brygady Jazdy Wielkopolskiej, 7 Brygady Jazdy, VII Brygady Kawalerii, Brygady Kawalerii „Poznań” i Wielkopolskiej Brygady Kawalerii.
Wiosną 1919 walczył na północnym froncie Powstania Wielkopolskiego. 20 stycznia 1920 żołnierze pułku byli pierwszymi polskimi żołnierzami, którzy wkroczyli do Bydgoszczy. W marcu 1920 pułk przewieziono z Gniezna przez Wilno do Sarn, skąd wyruszył na wyprawę kijowską. 7 maja wkroczył do Kijowa. Następne bitwy to: Starosielce, Rudnia-Kowanka, Radziwiłłów. Straty w wojnie lat 1919–1920 wyniosły: 8 poległych oficerów i podchorążych oraz 163 szeregowych, 70 ułanów zaginęło. Do Gniezna powróciło 100 ułanów. W 1938 pułk wziął udział w tzw. akcji zaolziańskiej.
Od 30 marca 2013 dziedzictwo tradycji 17 pułku Ułanów Wielkopolskich kultywuje kompania rozpoznawcza „Ułanów Wielkopolskich” 17 Brygady Zmechanizowanej w Międzyrzeczu.

## Powstańczy rodowód pułku

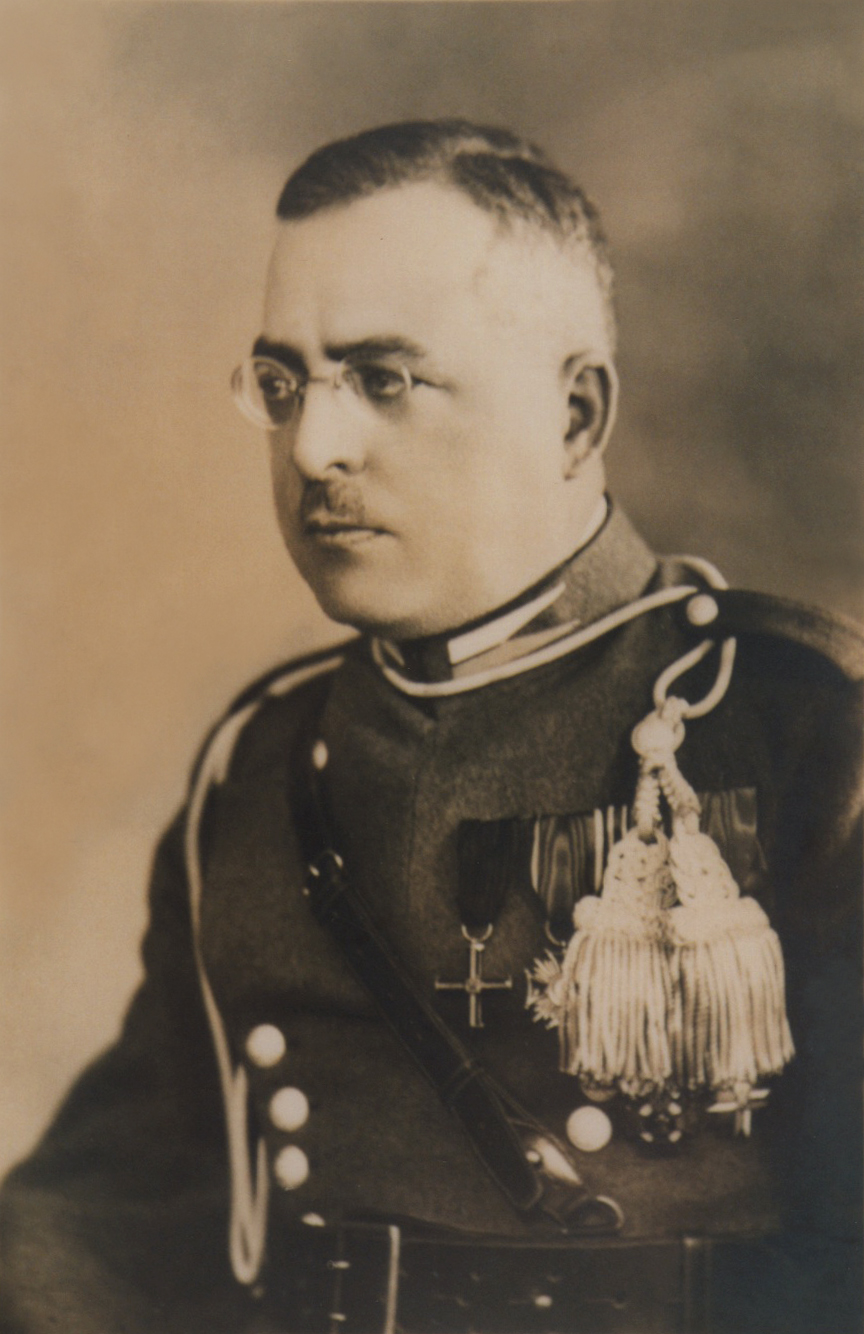
Edward Grabski (1883-1951) – organizator i pierwszy dowódca Pułku

Utworzenie 3 pułku ułanów wielkopolskich jest związane ściśle z wydarzeniami, które miały miejsce na froncie północnym powstania wielkopolskiego 1918/1919 roku. W Gnieźnie Polacy również przystąpili do przejmowania władzy z rąk administracji pruskiej. Powstańcy wielkopolscy  opanowali koszary niemieckich 49 pułku piechoty i 12 pułk dragonów. Dwa dni później rozbito w rejonie Zdziechowy soddziały płk. Mathesa, zamierzające ponownie zająć Gniezno. 

Z początkiem stycznia 1919 dowódcą frontu północnego (II Okręg Wojskowy), obejmującego powiaty: Gniezno, Września, Środa i Witkowo mianowany został ppłk Kazimierz Grudzielski, który na podstawie rozkazu Dowództwa Głównego w sprawie tworzenia regularnego wojska polskiego powierzył ppor. Edwardowi Grabskiemu sformowanie oddziału kawalerii. Ppor. Grabski otworzył w Gnieźnie biuro werbunkowe 6 stycznia, a po czterech dniach sformowano szwadron jazdy, który stał się zalążkiem przyszłego 3 pułku ułanów.
W związku z planowanym na 11 stycznia uderzeniem oddziałów powstańczych na Szubin i Żnin, na polecenie ppor. Grabskiego  ze szwadronu wydzielono 40-osobowy oddział pod dowództwem plut. Mazurka. 13 stycznia oddział ten ubezpieczał akcję powstańców na Rynarzewo oraz prowadził rozpoznanie wokół jeziora Biskupińskiego. 15 stycznia powrócił do Gniezna bez strat własnych. Po tym sukcesie nastąpił zwiększony napływ ochotników, co pozwoliło pod koniec stycznia sformować kolejny szwadron, dowodzony przez ppor. Tadeusza Obrębowicza. Szefem nowo sformowanego szwadronu został st. wachm. J. Męclewski.
Dowództwo Główne rozkazem dziennym nr 25 z 2 lutego 1919 poleciło przystąpić do formowania 2 pułku ułanów. Na dowódcę jednostki  wyznaczono ppor. Edwarda Grabskiego. 16 lutego  gen. Dowbor-Muśnicki wydał rozkaz formowania 3 pułku ułanów, a jego  dowódcą został ppłk Kazimierz Raszewski. Na przełomie lutego i marca utworzone zostały szwadrony 3. i 4., dowodzone przez podporuczników: Tadeusza Mieczkowskiego i Stanisława Słomowskiego, oraz kapela trębaczy pod batutą Mariana Dzidka. Dowódcą pułku 20 marca mianowany został płk Władysław Mosiewicz, który zakończył jego organizację. Sformowane zostały w tym samym czasie również szwadrony: sztabowy, którego dowódcą został ppor. Jan Szczurowski, karabinów maszynowych pod dowództwem Emila Macielińskiego, oraz techniczny dowodzony przez por. Jana Ruseckiego. W kwietniu do pułku wcieleni zostali podoficerowie i ułani oddziału z Inowrocławia i okolicy oraz ułani tzw. Szwadronu Nadgoplańskiego. Pułk wyposażono w rzędy końskie, konie i uzbrojenie pochodzące z koszar niemieckiego 12 pułku dragonów. Na uzbrojenie pułku składały się natomiast karabiny ręczne typu „Mauser” wz. 98 wraz z bagnetami, niemieckie lekkie i ciężkie karabiny maszynowe, pistolety „Parabellum” lub „Mauser”, niemieckie szable kawaleryjskie i artyleryjskie oraz lance pruskiej kawalerii wz. 1890. Umundurowanie kawalerii wielkopolskiej określono w rozkazie dziennym nr 28 z 1 lutego 1919. W jego skład weszła ułanka polskiego kroju z sukna „feldgrau”, płaszcz, spodnie, rogatywka (sztywna) i wysokie buty z ostrogami. Zgodnie z przyjętą barwą, ułani nosili biało-żółte proporczyki, naszyte na kołnierzach ułanek i płaszczy, a na spodniach żółte lampasy. Dystynkcje stopni wojskowych noszono na rękawach i rogatywkach. Pułk wystąpił po raz pierwszy w oficjalnym umundurowaniu podczas prezentacji Wojsk Wielkopolskich, która została zorganizowana w ramach obchodów 128 rocznicy Konstytucji 3 maja na Ławicy pod Poznaniem. Pułk defilował galopem w szyku rozwiniętych szwadronów przed głównodowodzącym gen. Dowbor-Muśnickim, ks. biskupem Edmundem Dalborem i członkami Misji Koalicyjnej.
16 lutego zawarty został w Trewirze rozejm z Niemcami. Dochodziło jednak do potyczek i utarczek. Dowództwo Główne postawiło wojska wielkopolskie w stan gotowości, dołączając w skład I Brygady Jazdy Wielkopolskiej ułanów gnieźnieńskich. 23 maja 3 pułk wyruszył na front z zadaniem ubezpieczania pasa nadgranicznego nad Notecią. 28 czerwca podpisano traktat pokojowy w Wersalu. Stan wyjątkowy został zniesiony, ale od razu nie zlikwidowano całkowicie frontu wielkopolskiego. Wycofano większość jednostek wojskowych znad granicy do garnizonów. Na początku sierpnia 3 pułk powrócił do Gniezna i  kontynuował szkolenie bojowe. Pułk przedstawiał wówczas już znaczną siłę bojową i według stanu na 4 sierpnia liczył: 22 oficerów, 789 podoficerów i ułanów oraz posiadał 648 koni wierzchowych i 132 taborowe. Na jesieni 1919, w ramach akcji rewindykacji ziem przyznanych Polsce traktatem wersalskim, pułk został skierowany na Pomorze. Na przełomie stycznia i lutego 1920 powrócił do Gniezna, kończąc tym samym służbę na froncie wielkopolskim.

## Pułk w wojnie polsko-sowieckiej

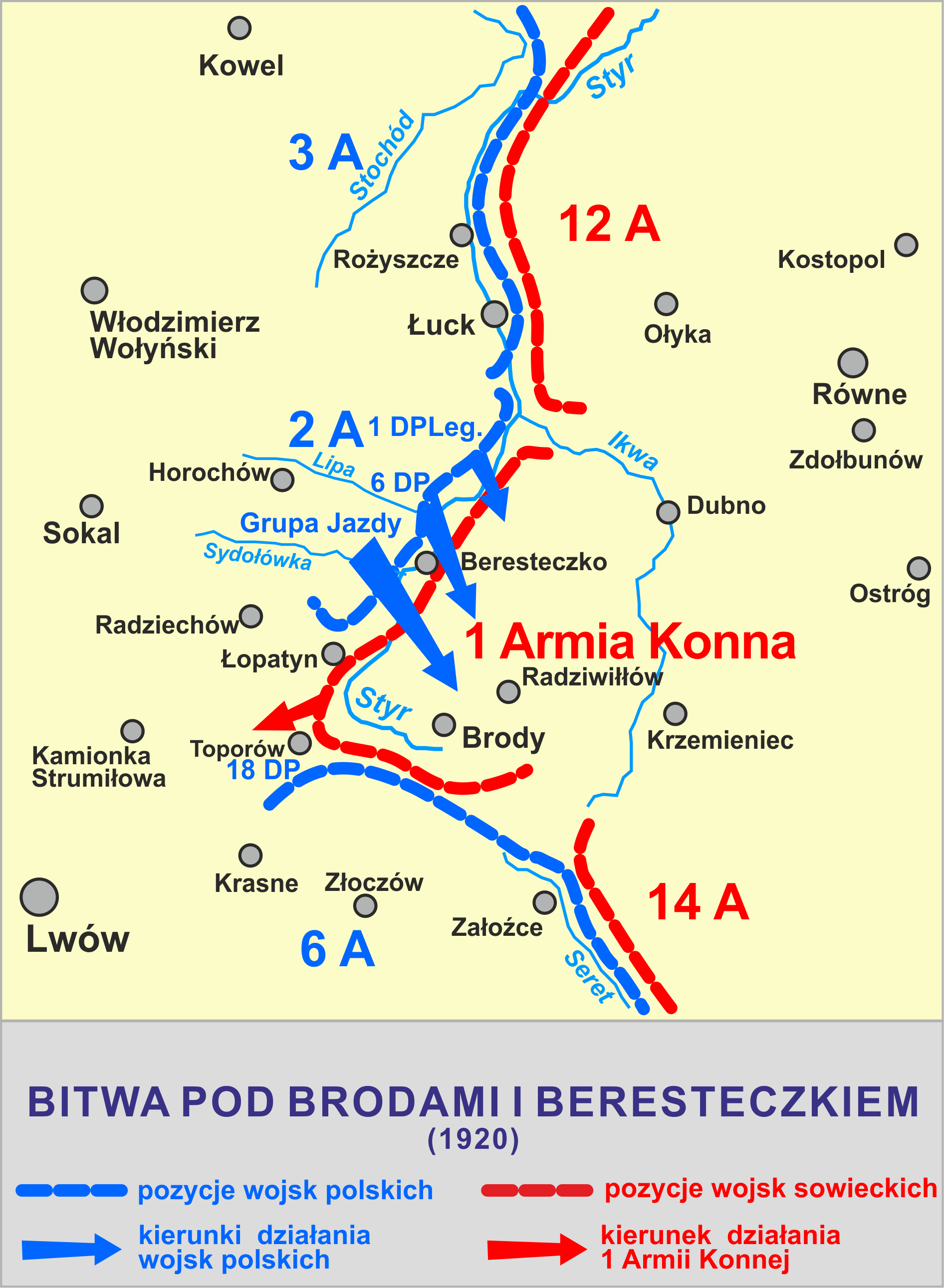
29 lipca – 3 sierpnia 1920

Z początkiem lutego 1920 pułk wyruszył transportem kolejowym na front litewsko-białoruski i 13 lutego przybył do Wilna, gdzie czekał na niego rozkaz o zmianie nazwy na 17 pułk Ułanów Wielkopolskich. 12 marca nowym dowódcą pułku został ppłk Witold Żychliński. Pułk prowadził w tym okresie intensywne szkolenie bojowe, ćwicząc między innymi szarże na kawalerię, piechotę i karabiny maszynowe, spieszenie i walkę pieszą, ubezpieczenie w marszu i na postojach, prowadzenie patroli zwiadowczych i podjazdy. Prowadzono również szkolenie strzeleckie, szermierkę i musztrę.
28 marca rtm. Romuald Borycki z 2 szwadronem przydzielony został do 69 pp i odjechał transportem kolejowym nad Berezynę. Prowadził tam służbę zwiadowczą i patrolową. Rozkazem dowódcy 7 Armii w dniach 15 – 24 kwietnia pułk został przerzucony na południe w celu wzięcia udziału w wyprawie kijowskiej. Udał się koleją do Kalenkowicz nad Prypecią, a tam do niego dołączył szwadron Boryckiego. Pułk, po krótkim postoju, już w pełnym składzie wyruszył do Hruszówki, dołączając tam do VII Brygady Kawalerii. 26 kwietnia otrzymał rozkaz wykonania zagonu i zajęcia stacji kolejowej Malin. Po zaciętych walkach zadanie to wykonał. Nazajutrz, na skutek zmasowanego ataku i przewagi liczebnej nieprzyjaciela, zmuszony został do opuszczenia zajmowanych pozycji i wycofania się w okolice wsi Pieniarzewice i Nowo Wyrobi. Za dzielną postawę w obronie stacji kolejowej Malin 3 szwadron otrzymał pochwałę, a jego dowódca, por. Tadeusz Mieczkowski, Krzyż Srebrny Orderu Virtuti Militari. W czasie walk ranny został dowódca pułku, ppłk Żychliński, którego tymczasowo zastąpił rtm. Włodzimierz Podhorski.
6 maja pułk obsadził most na Irpieniu i nawiązał styczności taktyczną z nieprzyjacielem. Około północy dywizjon rtm. Podhorskiego wyruszył w dalszą drogę do Kijowa, ubezpieczany przez trzy patrole wyznaczone z 4 szwadronu. Patrol czołowy ppor. Edwarda Zaborskiego posuwał się na osi marszu drogą na Kijów, prawoskrzydłowy pod dowództwem pchor. Witolda Lechno-Wasiutyńskiego szedł Puszczą Wodicą, a lewoskrzydłowy ppor. Leonarda Sulimierskiego wzdłuż Dniepru na Mierzygorie. Siły główne dywizjonu w składzie: 4 szwadron 17 p.uł., 3 szwadron i dwa karabiny maszynowe Pułku Jazdy Tatarskiej posuwały się wolniej, ponieważ można było spodziewać się w każdej chwili zetknięcia z nieprzyjacielem. Bezpośrednio przed Kijowem rtm. Podhorski wydał rozkaz patrolom podporuczników Zaborskiego i Sulimierskiego wkroczenia do miasta i zabezpieczenia głównych mostów na Dnieprze. Oddziały polskie wkroczyły wczesnym rankiem 7 maja do Kijowa, który okazał się całkowicie opuszczony przez Rosjan. Zajęcie Kijowa, jako największe osiągnięcie pułku w działaniach bojowych w wojnie polsko-sowieckiej, było podstawą uznania 7 maja za dzień święta pułkowego.
Pułk otrzymał zadanie obrony Dniepru na odcinku od ujścia Prypeci do wsi Jasnohorodki. Zadanie to zaczął wykonywać od 9 maja, a służba ta polegała na patrolowaniu i obserwowaniu terenu. Organizował również wypady na lewy brzeg Dniepru, a jeden z nich zakończył się tragicznie śmiercią ppor. Witolda Boguszewicza. 1 czerwca 1920 nastąpiła ofensywa Rosjan, którzy wyparli pułk znad Dniepru, początkowo na linię Stracholesie-Ratycze, a następnie w kierunku Hornostajpola. 3 czerwca pułk toczył dalsze ciężkie boje z przeważającymi siłami wroga, a olbrzymie straty w ludziach i sprzęcie spowodowały reorganizację z czterech liniowych szwadronów do dwóch. Rosjanie przerywając front nad Dnieprem zaczęli zagrażać znajdującej się w Kijowie 3 Armii gen. Edwarda Rydza-Śmigłego oczekującej na odsiecz, która nie nadeszła. W tej sytuacji VII Brygada Kawalerii skoncentrowała się w Puszczy Wodnicy i po zredukowaniu do minimum taborów rozpoczęła forsowny odwrót w stronę Żytomierza. Niestety reakcja ta okazała się spóźniona, ponieważ Rosjanie doszli już do Korostyszewa. Brygada skierowała się więc na Radomyśl starając się bronić miasta za wszelką cenę, ponieważ przez miasto przechodziła najdogodniejsza droga odwrotowa dla cofających się spod Kijowa wojsk polskich.
14 czerwca 17 puł. otrzymał zadanie zaatakowania Rosjan w Korosteszewie. Ułani, po zaciętej walce, wyparli nieprzyjaciela i zajęli wieś Starosielce. Wieś kilkakrotnie przechodziła z rąk do rąk, a po kilku godzinach ciężkich walk i ciężkim położeniu oddziału, rtm. Podhorski dał rozkaz do odwrotu na Radomyśl. Pułk, mając bardzo przerzedzony stan osobowy, przez 8 godzin utrzymywał swoją pozycję walcząc z brygadą kawalerii rosyjskiej, wspartą artylerią i samochodami pancernymi. W czasie walki zginęli ppor. Tadeusz Grosicki, ppor. Wojciech Chrzanowski, por. Jan Krzysztoporski oraz 30 ułanów, a rannych zostało 3 oficerów oraz kilkudziesięciu ułanów. Pułk połączył się w Radomyślu z 7 DP i 15 czerwca wymaszerował z nią do Korostenia. W czasie marszu pod Harbulowem Polacy stoczyli bój z dywizją Budionnego, który okazał się tym razem dla nich zwycięski. W tej walce 17 puł. osłaniał skrzydła własnej piechoty. Starosielce zostały wypisane na sztandarze pułku jako jedna z najkrwawszych bitew 1920. Po walkach nad Dnieprem pułk stracił 4/5 swojego stanu, a na postoju koło Wojtkowicz liczył tylko 109 szabel i 2 karabiny maszynowe. Początek lipca zaczął się dla pułku udziałem w walkach na Uborcią i w wypadzie na Rudnę-Kowankę. Pułk przybył do Kowla 19 lipca, z którego udał się koleją do Owadna, w którym został uzupełniony o 500 ludzi i tyleż koni. 31 lipca pomaszerował przez Boryszkowice do Horohowa, wchodząc tam 1 sierpnia w skład 2 Dywizji Jazdy gen. Kazimierza Sawickiego i otrzymując 3 sierpnia zadanie zajęcia Radziwiłłowa, które zdobył na krótko, ponieważ po południu dostał rozkaz wycofania się wszystkich polskich oddziałów do Chotynia. Rozkaz do pułku dotarł spóźniony. Podczas odwrotu napotkał pułk na swojej drodze przeważające siły Rosjan i został po raz kolejny zdziesiątkowany, tracąc 40% szeregowych, 50% koni i prawie wszystkie tabory. Jego siła bojowa zmalała do tego stopnia, że w dalszych działaniach bojowych brał udział sporadycznie. Po wykonaniu ostatniego zadania w okolicach miast Stratyń, 10 września 17 puł. odszedł do Chodorowa, skąd transportem kolejowym odjechał do Gniezna.

### Obsada pułku w 1920
| Stanowisko           | Stopień, imię i nazwisko                |
| -------------------- | --------------------------------------- |
| Dowódca              | ppłk Witold Żychliński                  |
| Dowódca              | mjr Włodzimierz Podhorski (od 5 IX)     |
| Dowódca              | mjr Tadeusz Obrębowicz                  |
| Adiutant pułku       | rtm. Władysław Gliński                  |
| Lekarz               | kpt. lek. Jan Drecki                    |
| Lekarz wet.          | mjr lek. wet. Edmund Krzysiak           |
| Oficer ordynansowy   | pchor. Tadeusz Patek                    |
| Dowódca I dywizjonu  | mjr Tadeusz Obrębowicz                  |
| Dowódca II dywizjonu | rtm. Aleksander Obertyński              |
| Dowódca? dywizjonu   | rtm./mjr Włodzimierz Podhorski          |
| Dowódca 1 szwadronu  | por. Jerzy Gąssowski                    |
| Dowódca 2 szwadronu  | rtm. Ryszard Perkowski                  |
| Dowódca plutonu      | pchor. Antoni Marcinkiewicz             |
| Dowódca 3 szwadronu  | por. Tadeusz Mieczkowski                |
| Dowódca 4 szwadronu  | N.N.                                    |
| Dowódca plutonu      | por, Antoni Wiśniewski                  |
| Dowódca szwadronu km | ppor. Stanisław Długaszewski (do 25 IX) |
| Dowódca szwadronu km | rtm. Emil Macieliński?                  |
| Dowódca plutonu      | ppor. Aleksander Płoski                 |
| Dowódca plutonu      | ppor. Bolesław Sokołowski               |
| Dowódca plutonu      | pchor. Jan Chaciński                    |
| Oficer pułku         | mjr p. d. szt. gen. Tadeusz Śmigielski  |
| Oficer pułku         | rtm. Tadeusz Mogilewicz                 |
| Oficer pułku         | por. Jan Szczurowski                    |
| Oficer pułku         | pchor. Wasiutyński                      |

### Kawalerowie Virtuti Militari
| Żołnierze pułku odznaczeni Krzyżem Srebrnym Orderu Wojskowego Virtuti Militari za wojnę 1918–1920 | Żołnierze pułku odznaczeni Krzyżem Srebrnym Orderu Wojskowego Virtuti Militari za wojnę 1918–1920 | Żołnierze pułku odznaczeni Krzyżem Srebrnym Orderu Wojskowego Virtuti Militari za wojnę 1918–1920 |
| ------------------------------------------------------------------------------------------------- | ------------------------------------------------------------------------------------------------- | ------------------------------------------------------------------------------------------------- |
| ppor. Stanisław Brodnicki                                                                         | wachm. szt. Walerian Czerniak                                                                     | ś.p. kpr. Piotr Jakubowski                                                                        |
| kpr. Antoni Jeziorski                                                                             | st. uł. Jan Kołodziej                                                                             | rtm. Emil Macieliński                                                                             |
| uł. Kazimierz Marczyński                                                                          | rtm. Tadeusz Mieczkowski                                                                          | st. uł. Stanisław Neyman                                                                          |
| mjr Włodzimierz Podhorski                                                                         | ppor. Leonard Sulimierski                                                                         | wachm. szt. Edward Żak                                                                            |

### Obsada pułku w okresie walk na froncie rosyjskim
| Obsada personalna pułku w 1920 | Obsada personalna pułku w 1920                                      |
| Stanowisko                     | Stopień, imię i nazwisko                                            |
| ------------------------------ | ------------------------------------------------------------------- |
| dowódca                        | ppłk Witold Żychliński                                              |
| zastępcy                       | rtm. Włodzimierz Podhorski, rtm. Ryszard Perkowski                  |
| adiutant                       | ppor. Władysław Brodnicki                                           |
| oficer ordynansowy             | ppor. Jerzy Donimirski, ppor.Antoni Stępniak                        |
| lekarz pułkowy                 | kpt. Jan Drecki                                                     |
| lekarz weterynarii             | mjr Edmund Kryślak                                                  |
| płatnik                        | ppor. Franciszek Smodlibowski                                       |
| kapelan                        | kpt. ks. Mateusz Zabłocki                                           |
| 1 szwadron                     |                                                                     |
| dowódca                        | ppor. Kazimierz Jaczyński                                           |
| dowódca 1 plutonu              | ppor. Stanisław Muszyński                                           |
| dowódca 2 plutonu              | ppor. Leonard Sulimierski                                           |
| 2 szwadron                     |                                                                     |
| dowódca                        | rtm. Romuald Borycki następnie rtm. Obertyński                      |
| dowódca 1 plutonu              | por. Bolesław Cendrowski (z końcem maja 1920 dowódca szwadronu)     |
| dowódca 2 plutonu              | ppor. Edward Zaborski (zginął dowodząc szwadronem)                  |
| 3 szwadron                     |                                                                     |
| dowódca                        | por. Tadeusz Mieczkowski                                            |
| dowódca 1 plutonu              | por. Zygmunt Moszczeński (z końcem maja dowódca pieszego szwadronu) |
| dowódca 2 plutonu              | ppor. Stanisław Brodnicki                                           |
| dowódca 3 plutonu              | pchor. Michał Jaszczyński                                           |
| 4 szwadron                     |                                                                     |
| dowódca                        | por. Michał Unrug                                                   |
| dowódca 1 plutonu              | ppor. Aleksander Płoski                                             |
| dowódca 2 plutonu              | ppor. Józef Wiechliński                                             |
| szwadron karabinów maszynowych |                                                                     |
| dowódca                        | por. Emil Macieliński                                               |
| dowódca 1 plutonu              | ppor. Jerzy Iwaszkiewicz                                            |
| dowódca 2 plutonu              | Jan Donimirski                                                      |
| szwadron techniczny            |                                                                     |
| dowódca                        | por. Jan Rusecki                                                    |
| dowódca 1 plutonu              | ppor. Wojciech Chrzanowski                                          |
| dowódca 2 plutonu              | ppor. Feliks Krzywoszyński                                          |
| szwadron sztabowy              |                                                                     |
| dowódca                        | por. Stanisław Słomowski                                            |

## Pułk w okresie pokoju

### Garnizony

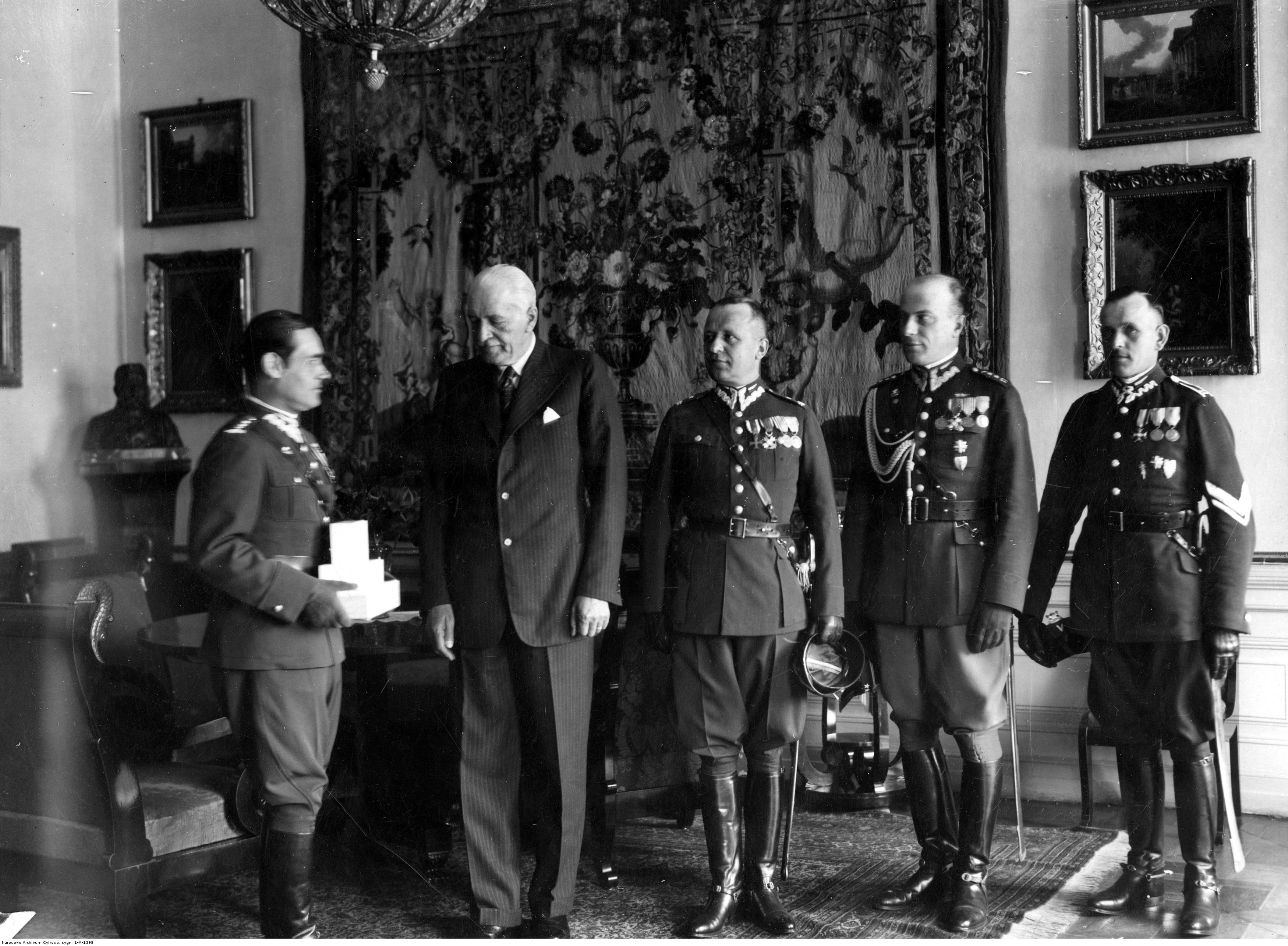
Wręczenie prezydentowi RP Ignacemu Mościckiemu odznaki pułkowej przez delegację 17 puł. 18 kwietnia 1934

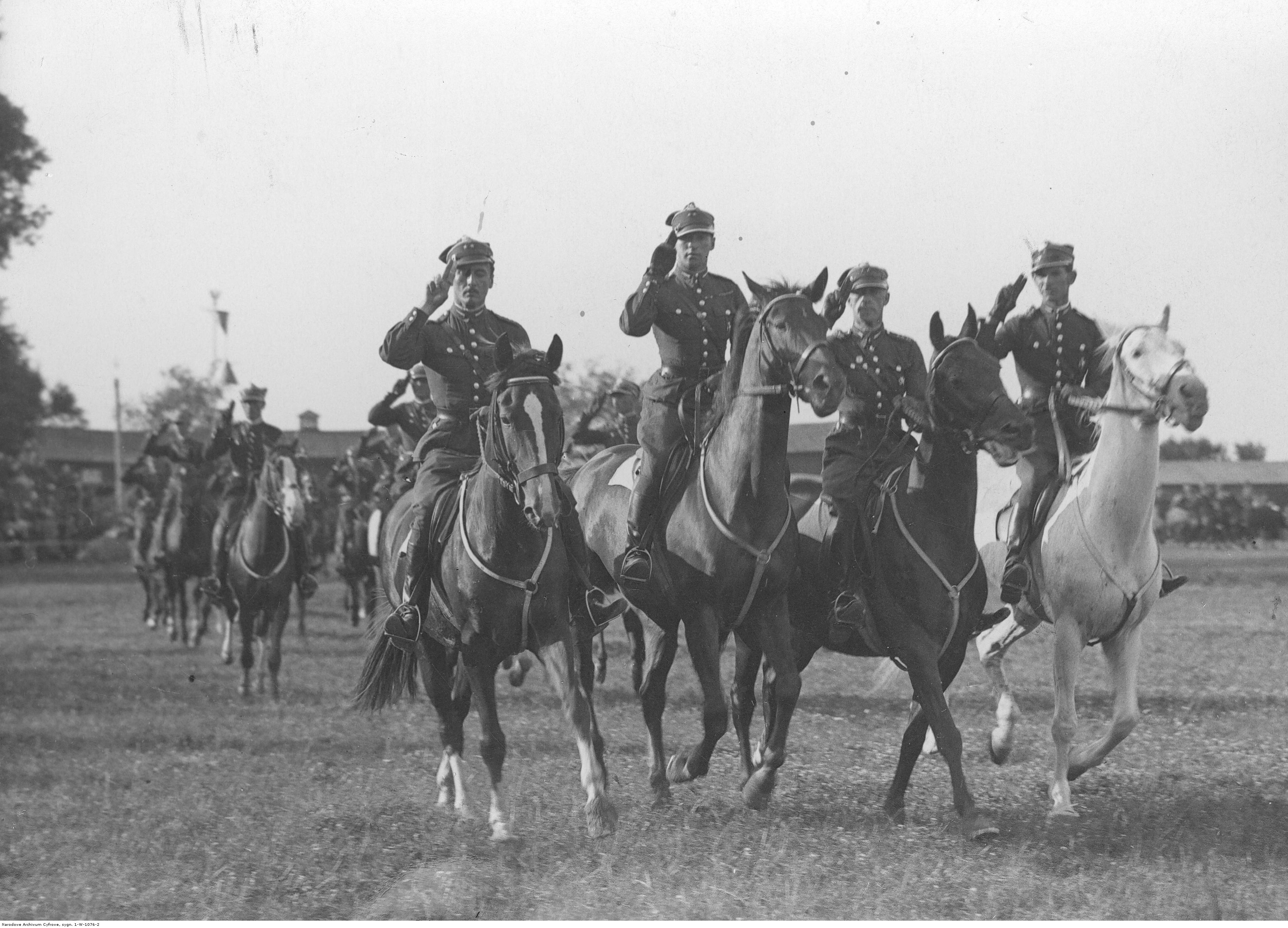
Zawody jeździeckie o mistrzostwo Armii w Hrubieszowie – zwycięska ekipa 17 puł.

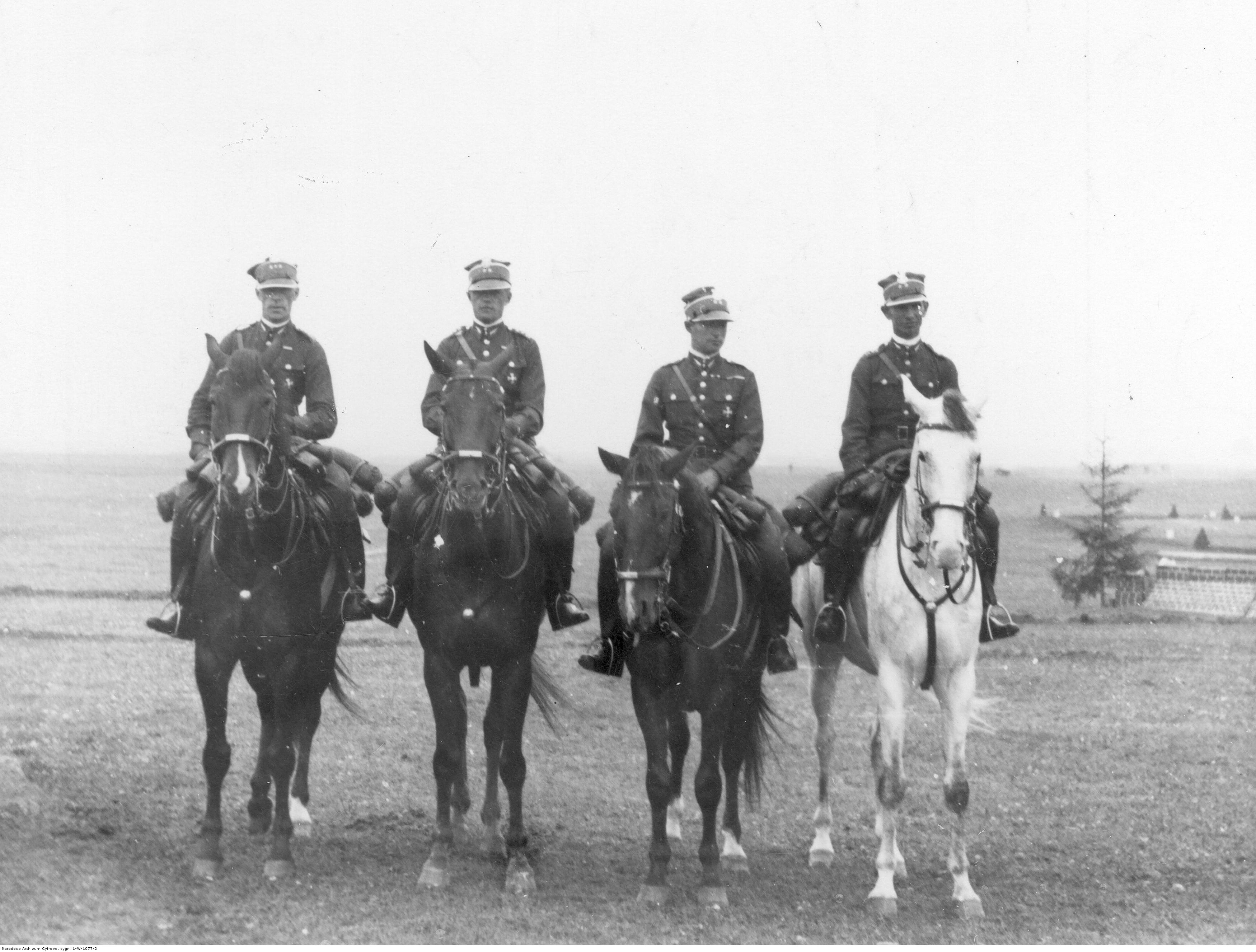
Zwycięska ekipa 17 puł. na zawodach jeździeckich o mistrzostwo armii w Suwałkach; sierpień 1935

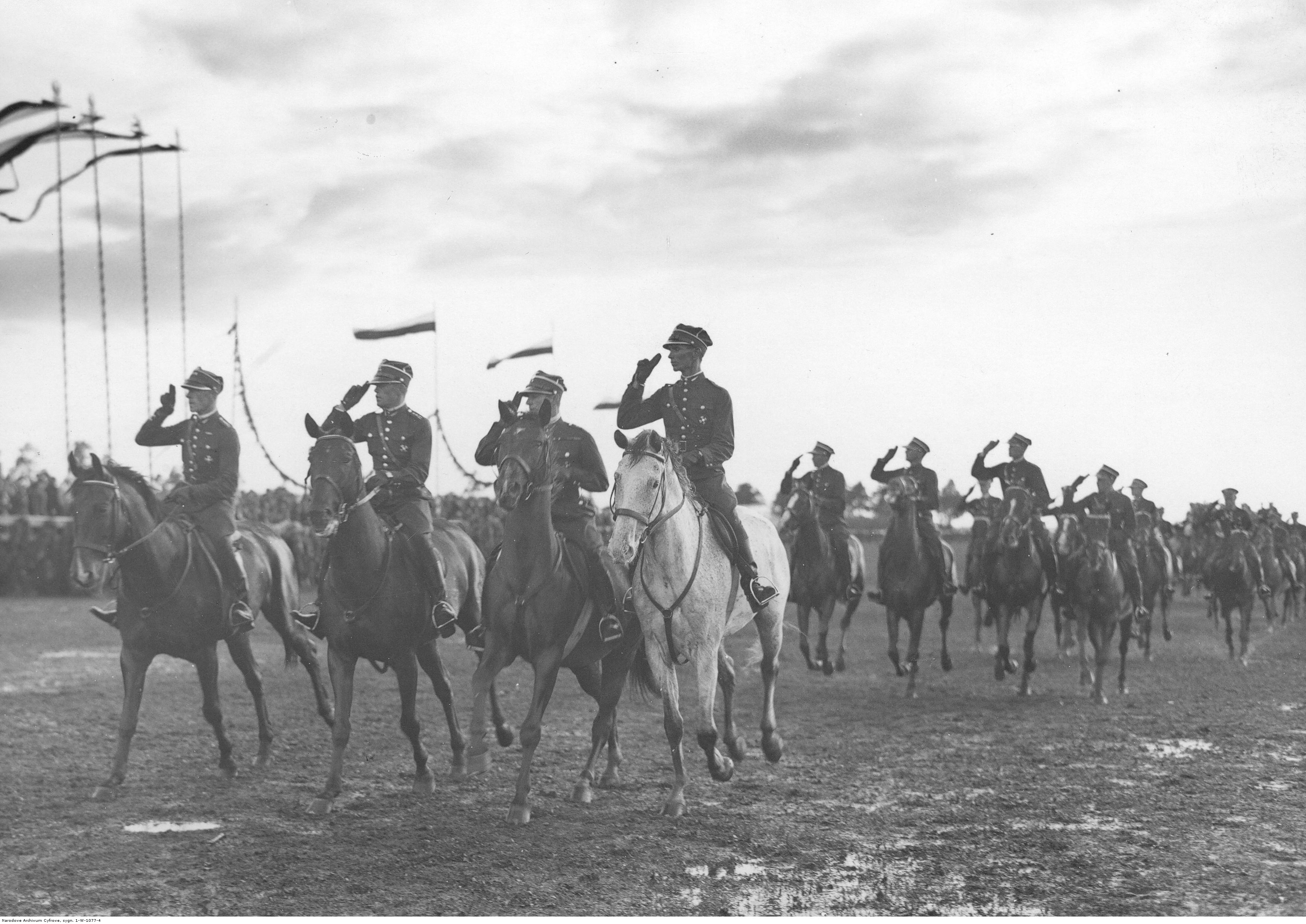
Defilada ekip uczestniczących w zawodach jeździeckich o mistrzostwo armii w Suwałkach; na pierwszym planie zwycięzcy z 17 puł.

Po powrocie pułku z frontu wschodniego do garnizonu w Gnieźnie, pułk przystąpił do reorganizacji i przejścia ze etatu wojennego do służby pokojowej. Zwolnione zostały roczniki wojenne, a w ich miejsce zostali przyjęci poborowi. Umundurowanie zostało zastąpione ubiorem wzoru angielskiego w kolorze khaki. Po pewnym czasie w pułku utarła się tradycja noszenia usztywnionych rogatywek z krótko ściętymi daszkami. Od początku lat trzydziestych zimą zaczęto używać krótkich kożuszków w kolorze ochronnym z naszytymi proporczykami, a latem jednolitych bluz i furażerek. 

 Rozkazem Ministerstwa Spraw Wojskowych pułk został przeniesiony do nowego garnizonu w Lesznie Wielkopolskim. Nie zerwano jednak wzajemnych kontaktów z Gnieznem, czego wyrazem było między innymi zorganizowanie przez por. rez. Mariana Węclewicza „Koła Ułanów Siedemnastaków” oraz nadanie miastu w 1937 pamiątkowej odznaki pułkowej. Mieszkańcy powiatu gnieźnieńskiego partycypowali także w ufundowaniu pułkowi nowego, przepisowego sztandaru.
W Lesznie pułk został rozmieszczony w trzech kompleksach koszarowych popruskim 46 pułku artylerii polowej: w koszarach im. Bartosza Głowackiego (dowództwo, 4 szwadron, szwadron km, pluton łączności i dział gospodarczy), w koszarach im. Jarosława Dąbrowskiego (szwadrony l i 2) i w koszarach im. Tadeusza Kościuszki (3 szwadron). Pułk posiadał do dyspozycji dwie kryte ujeżdżalnie i dobrze urządzone stajnie oraz plac ćwiczeń pod Wyciążkowem. 

### Uzbrojenie i wyposażenie
Początkowo na swoim uzbrojeniu pułk posiadał różnorodną i przestarzałą już broń. Były to austriackie km „Schwarzlose” na trójnożnej podstawie, francuskie „Chauchard”, niemieckie karabinki „Mauser” wz. 98, pistolety „Frommer” oraz niemieckie bagnety, szable i lance. Dopiero pod koniec lat dwudziestych pułk otrzymał km systemu „Maxim”, lecz nadal na starych podstawach. Do 1929 pułk posiadał na swoim wyposażeniu taczanki własnego wyrobu, a później otrzymał nowe „wzoru 28.” W 1934 pułk otrzymał jedną armatę „Bofors” 37 mm. Szwadron ckm otrzymał nowszego typu, dwuczęściowe i bardziej zwrotne, taczanki oraz polskiej produkcji km wz. 30 z podstawami, które były dostosowane do zakładania na końskie juki. Pluton łączności otrzymał dwie radiostacje. Wcześniej, bo w 1931, pułk wyposażono w polskie ręczne km „Browning”, a od 1938 pistolety „Vis” oraz nowe szable wz. 1936.
W maju 1939 pułk otrzymał 4 armaty ppanc. wz. 36, 12 ckm wz. 30 (8 na taczankach, 4 na jukach), hełmy stalowe typu francuskiego oraz umundurowanie nowego wzoru. W sierpniu, podczas mobilizacji alarmowej, otrzymał karabiny przeciwpancerne polskiej konstrukcji „Ur”.

### Wyszkolenie
Regularny przydział poborowych do pułku rozpoczęto w 1923. Każdego roku pułk przyjmował około 300 przyszłych ułanów, z których połowa pochodziła z Wielkopolski, a po jednej czwartej z województw centralnych i Małopolski Wschodniej. Do szwadronu km kierowano 70 osób (z tej liczby wydzielano 10–14 kandydatów przewidzianych do szkoły podoficerskiej km brygady), do czterech szwadronów liniowych po 50 osób, natomiast resztę do plutonu łączności. 
Miarą wyszkolenia były alarmy bojowe i ćwiczenia polowe oraz zawody organizowane na szczeblu pułku, brygady i dywizji. Pierwszy alarm bojowy dla pułku po wojnie z bolszewikami związany był z zamachem stanu marszałka Józefa Piłsudskiego. Wiosną 1926 w zastępstwie za płk. Podhorskiego pułkiem dowodził ppłk Bronisław Wzacny, który otrzymał z DOK nr VII w Poznaniu rozkaz wyruszenia z pomocą legalnemu rządowi prezydenta Stanisława Wojciechowskiego. Pułk z pozostałymi jednostkami VII Brygady Jazdy wyjechał pod Warszawę, gdzie w Mszczonowie nastąpił wyładunek. W bratobójczych walkach udziału nie wziął. Po raz drugi pułk został zaalarmowany 23 września 1938 i wyruszył na Zaolzie w sile dwóch szwadronów liniowych (2 i 3), szwadronu km, z dwiema armatami ppanc. Całością dowodził płk Kowalczewski, a szwadronami: rtm. Danielczyk, rtm. Dowbor i rtm. Laskowski. Pułk przebywał tam do połowy grudnia, a następnie powrócił do swego garnizonu.
Dla sprawności pułku szczególnie ważna była praca szkoleniowa w szwadronach oraz przygotowania do zawodów o przechodnią nagrodę honorową „Srebrną Lancę” prezydenta RP. Była to nagroda dla najlepiej wyszkolonego szwadronu szkolnego brygady. Zawody obejmowały następujące konkurencje: strzelanie i władanie białą bronią, stukilometrowy przemarsz i skoki przez przeszkody, przeprawę przez rzekę oraz służbę polową. W 1931 „Srebrną Lancę” zdobył 4 szwadron rtm. Sokołowskiego, a w kolejnych trzech latach szwadrony szkolne dowodzone przez rtm. Stanisława Zakrzewskiego.

### Sport

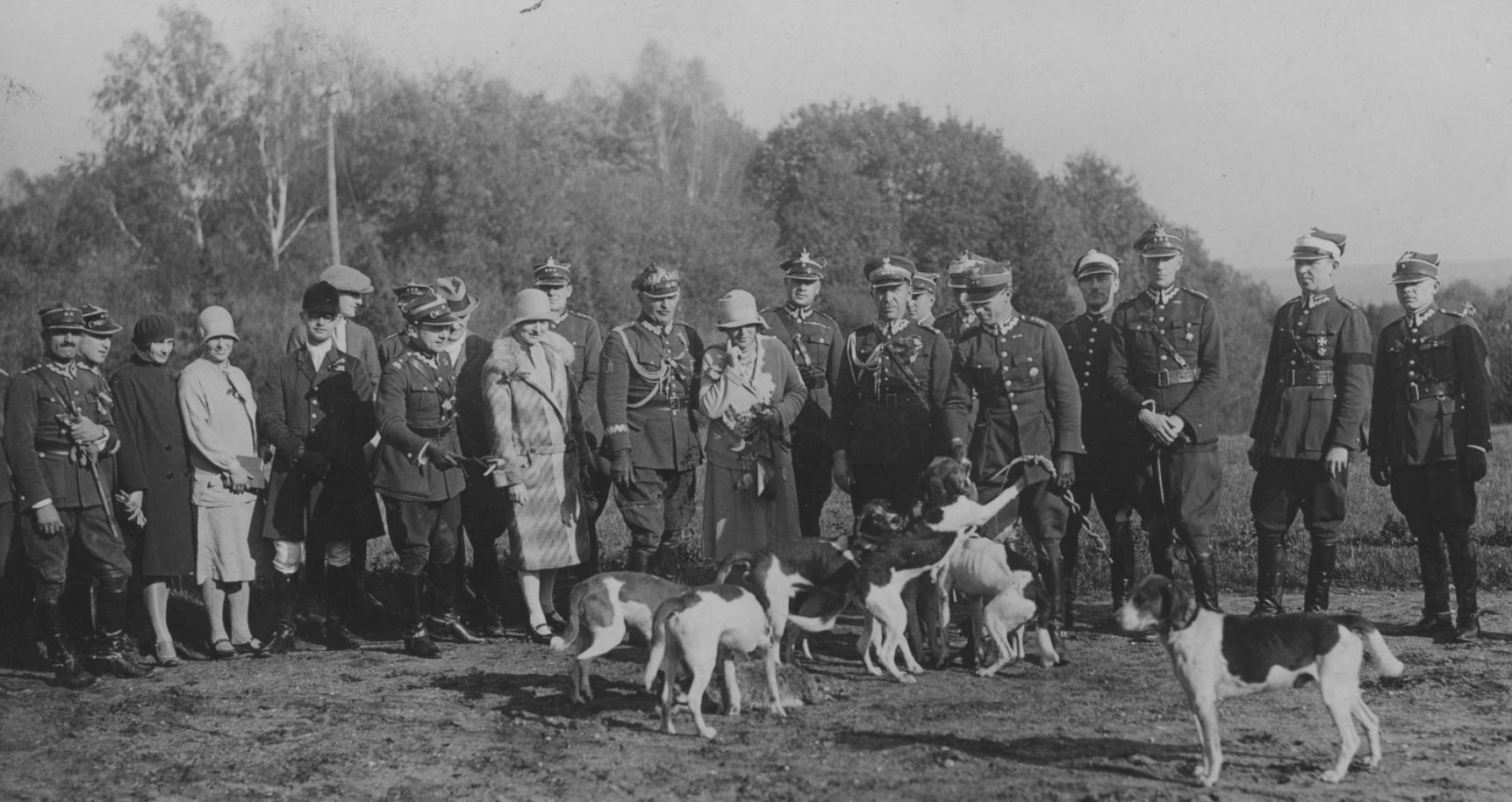
Polowanie "par force" w 17 puł. w Biedrusku pod Poznaniem – grupa uczestników polowania z psami

W wyszkoleniu kadry duże znaczenie miał sport konny. Oficerowie pułku odnosili sukcesy podczas zawodów o Mistrzostwo Armii, zdobywając w 1933 tytuł Wicemistrzów Armii w eliminacjach na zawodach w Baranowiczach. W 1934 zespół w składzie: por. Dowbor, por. Czerniawski, ppor. Gutowski i por. Laskowski zdobył Mistrzostwo Armii na zawodach w Hrubieszowie, a por. Gutowski wywalczył tytuł Mistrza Armii w 1934. Sukces ten powtórzono w 1935, kiedy to por. Dowbor, por. Tuski, por. Laskowski i por. Czerniawski wywalczyli po raz drugi Mistrzostwo Armii na zawodach w Suwałkach. Odnoszone sukcesy spowodowały, że Czerniawski i Gutowski odkomenderowani zostali do grupy sportowo-reprezentacyjnej CWK w Grudziądzu, a ostatni z nich został członkiem polskiej drużyny olimpijskiej podczas XI Olimpiady w Berlinie w 1936. W latach 1924–1928 zaczęto uprawiać w pułku polo. Sport ten jednak nie przyjął się w kawalerii, a Ministerstwo Spraw Wojskowych zabroniło korzystać do jego uprawiania z koni służbowych Charakter sportowy miały również biegi myśliwskie z udziałem psów. Pułk zakupił w połowie lat dwudziestych sforę psów rasy foxhound, trzymaną do wybuchu wojny. Używano jej do polowań, a przede wszystkim w czasie biegu św. Huberta, rozgrywanego w pułku 3 listopada. Dla korpusu podoficerskiego pogoń za lisem organizowano w tydzień po biegu oficerskim.

### Mobilizacja
| Pułk w planie mobilizacyjnym „S” | Pułk w planie mobilizacyjnym „S” | Pułk w planie mobilizacyjnym „S” |
| Nazwa pododdziału                | Termin                           | Miejsce mobilizacji              |
| -------------------------------- | -------------------------------- | -------------------------------- |
| dowódca pułku z drużyną          | alarm                            | Leszno                           |
| pluton łączności                 | alarm                            | Leszno                           |
| 1÷4 szwadrony                    | alarm                            | Leszno                           |
| szwadron karabinów maszynowych   | alarm                            | Leszno                           |
| szwadron kawalerii nr 55         | 7                                | Poznań                           |
| pluton ckm nr 55                 | 7                                | Poznań                           |
| kolumna taborowa nr 762          | 6                                | Poznań                           |
| kolumna taborowa nr 766          | 8                                | Poznań                           |
| kolumna taborowa nr 767          | 9                                | Poznań                           |
| uzupełnienie do czasu „W”        | 5                                | Poznań                           |
| szwadron marszowy 1/17 puł       | 18                               | Poznań                           |
| pluton marszowy nr 1/55          | 30                               | Poznań                           |
| służba transportu kolejowego     | 30                               | Poznań                           |
| szwadron zapasowy                | do 15                            | Poznań                           |

| Obsada personalna i struktura organizacyjna w marcu 1939: | Obsada personalna i struktura organizacyjna w marcu 1939: |
| Stanowisko                                                | Stopień, imię i nazwisko                                  |
| --------------------------------------------------------- | --------------------------------------------------------- |
| dowódca pułku                                             | płk kaw. Ignacy Kowalczewski                              |
| I zastępca dowódcy                                        | ppłk kaw. Wiktor Arnoldt-Russocki                         |
| adiutant                                                  | rtm. Adam Feliks Wiśniewski *                             |
| lekarz medycyny                                           | por. lek. January Wilhelm Weiner                          |
| lekarz weterynarii                                        | por. Bohdan Piotrowski                                    |
| oficer placu Leszno                                       | por. adm. (kaw.) Wiesław Jan Zaniewski                    |
| II zastępca dowódcy (kwatermistrz)                        | mjr kaw. Józef Skrzypkowski                               |
| oficer mobilizacyjny                                      | rtm. Kazimierz Grabski                                    |
| zastępca oficera mobilizacyjnego                          | por. Stefan Figurski                                      |
| oficer administracyjno-materiałowy                        | por. Kazimierz Karwowski                                  |
| dowódca szwadronu gospodarczego                           | rtm. Adam Feliks Wiśniewski (*)                           |
| oficer gospodarczy                                        | kpt. int. Zdzisław Cześnik                                |
| oficer żywnościowy                                        | chor. Marian Bittner                                      |
| dowódca plutonu łączności                                 | por. Juliusz Konstanty Sielecki                           |
| dowódca plutonu kolarzy                                   | vacat                                                     |
| dowódca plutonu ppanc.                                    | ppor. Władysław Tryliński                                 |
| dowódca 1 szwadronu                                       | rtm. Michał Gutowski                                      |
| dowódca plutonu                                           | por. Lucjan Woźniak                                       |
| dowódca plutonu                                           | ppor. Roman Nitecki                                       |
| dowódca 2 szwadronu                                       | p.o. por. Tadeusz Klimczyński                             |
| dowódca plutonu                                           | ppor. Tadeusz Józef Stryja                                |
| dowódca 3 szwadronu                                       | rtm. Romuald Dowbor                                       |
| dowódca plutonu                                           | rtm. kontr. Jan Bakradze                                  |
| dowódca plutonu                                           | por. Roman Podhorski                                      |
| dowódca plutonu                                           | ppor. Jan Wilian Bardziński                               |
| dowódca 4 szwadronu                                       | rtm. Czesław Marian Juściński                             |
| dowódca plutonu                                           | por. Stefan Stankiewicz                                   |
| dowódca plutonu                                           | ppor. Stanisław Kurnatowski                               |
| dowódca szwadronu km                                      | p.o. por. Józef Walicki                                   |
| dowódca plutonu                                           | ppor. Konstanty Greś                                      |
| dowódca szwadronu zapasowego                              | mjr Jerzy Michał Majewski                                 |
| zastępca dowódcy                                          | vacat                                                     |
| dowódca plutonu                                           | chor. Wojciech Kubiak                                     |
| na kursie                                                 | rtm. Czesław Danielczyk                                   |
| na kursie                                                 | rtm. Piotr Laskowski                                      |
| na kursie                                                 | por. Henryk Marcin Bałachowicz                            |
| na kursie                                                 | por. Franciszek Józef Kaube                               |
| Szkoła podoficerska ckm Wielkopolskiej BK                 |                                                           |
| komendant szkoły                                          | rtm. Wacław II Jankowski (7 psk)                          |

#### Mobilizacja 1939
24 sierpnia 1939 zarządzona została mobilizacja oddziałów pierwszego rzutu w dowództwach okręgów korpusów graniczących z III Rzeszą, w tym dla DOK Nr VII w Poznaniu, wobec przewidywanej agresji na Polskę. Dla 17 pułku ułanów termin rozpoczęcia mobilizacji wyznaczono na godzinę 5.00 rano. Ogłoszony został alarm, a dowódcy szwadronów zostali wezwani na odprawę zarządzoną przez dowódcę pułku. Rtm. Laskowski otrzymał rozkazał od płk. Kowalczewskiego nakazujący ubezpieczyć koszary pułku dwoma działami ppanc., a jednym działem i dwoma ckm koszary 3 szwadronu od strony Gostynia. 
17 pułk ułanów był mobilizowany w ramach mobilizacji alarmowej niejawnej w grupie zielonej, w Lesznie, organizacji i na etatach wojennych w czasie od A+18 do A+30. Natomiast w Poznaniu szwadron zapasowy 17 pułku ułanów w ramach mobilizacji alarmowej w grupie „żółtej” mobilizował do składu macierzystej brygady: 
- pluton sanitarny nr 87, w czasie A+30
- park intendentury nr 741, w czasie A+36
- szwadron marszowy nr 2 Wielkopolskiej Brygady Kawalerii (17 pułku ułanów), w czasie A+42[37]

W czasie rozpoczęcia mobilizacji niektóre szwadrony posiadały już prawie pełne stany wojenne w ludziach i koniach, ale ujawniły się też pewne braki i niedociągnięcia polegające na braku przeszkolenia wielu rezerwistów-celowniczych w obsłudze ckm wz. 30. Należało więc przeprowadzić przyspieszone szkolenie dla nich oraz po zaprzysiężeniu, szkolenie ułanów wyznaczonych do obsługi karabinów ppanc. Mobilizował się szwadron gospodarczy pod dowództwem por. Węclewicza na bazie zlikwidowanej drużyny dowódcy pułku. Część szwadronu gospodarczego nie posiadała karabinów i stalowych hełmów, ponieważ ich zabrakło.  Rozwiązano orkiestrę pułkową, a jej instrumenty, umundurowanie oraz wyposażenie kasyna wraz z pamiątkami izby muzealnej, wysłano z nadwyżkami rezerwistów do Ośrodka Zapasowego Wielkopolskiej BK w Kraśniku Lubelskim. 
Po mobilizacji, którą zakończono następnego dnia, pułk liczył łącznie 1200 żołnierzy, w tym 40 oficerów i 1160 podoficerów i ułanów. Po zbiórce pułku w szyku konnym na polu pod Lesznem, odbyła się przysięga na sztandar oraz defilada przed dowódcą pułku. Z miejsca zbiórki 2 szwadron z dwoma ckm, armatką ppanc. i radiostacją przeszedł do rejonu Morownicy celem osłony odcinka Kaszczor – Lasocice, a 3 szwadron, również z dwoma ckm i armatą ppanc., do rejonu Rydzyna – Kłoda. Do Kaszczoru skierowano szwadron kolarzy (bez plutonu) z dwoma ckm na rowerach. 2 kompania batalionu ON „Kościan”, stanowiła osłonę odcinka Czacz – Śmigiel, który został przewidziany na miejsce postoju dowódcy pułku. Do Czacza w nocy z 30 na 31 sierpnia, przeszły szwadrony 1 i 4 oraz pluton łączności z drużyną pionierów. 1 szwadron pozostał na miejscu, natomiast 4 z plutonem łączności i drużyną pionierów skierował się do rejonu Przysieka Stara – Stare Bojanowo.

## 17 p uł. w kampanii wrześniowej

### Walki na terenie Wielkopolski
Kampanię 1939 rozpoczął w składzie Wielkopolskiej Brygady Kawalerii, która pod dowództwem gen. bryg. dr. Romana Abrahama została wyznaczona do osłony południowo-zachodniej Wielkopolski na wypadek konfliktu zbrojnego z Niemcami. 
Dnia 1 września około godziny 5:15, miasto zostało ostrzelane ogniem artyleryjskim ze stanowisk w okolicach Góry. Ze stanowisk ogniowych pod Czerniną nieprzyjaciel ostrzelał Rydzynę. Pociski zaczęły padać w okolicy zabytkowego pałacu Sułkowskich oraz na ujeżdżalnię koni, kościół i budynki mieszkalne. Z Leszna, na odsiecz rtm. Stanisławowi Czerniawskiemu została skierowana 1 kompania batalionu ON „Leszno” por. Franciszka Lichnowskiego. Nieprzyjaciel, którego prowadzili miejscowi Niemcy, zaatakował miasteczko około godziny 8 rano. Po zaciętej walce, rtm. Stanisław Czerniawski wycofał swój pododdział i kompanię ON na północ od Rydzyny, ze względu na przewagę nieprzyjaciela. Miasteczko odbito jednak przed zapadnięciem zmroku przez 3/17 puł. i 1 kompania ON „Leszno”. Również 1 września, skierowane zostały do wsi Święciechowa dwa plutony z 2. szwadronu pod dowództwem ppor. Tadeusza Stryji, z ckm na taczance w celu zlikwidowania oddziału dywersyjnego wroga. Schwytanych dywersantów odesłano do dowództwa pułku w Czaczu. Ppor. Stryja przez radio otrzymał rozkaz rozpoznania rejonu Niechłód – Osowa Sień oraz kierunku na Wschowę, leżącą po drugiej stronie granicy. 
Jeden z plutonów szwadronu kolarzy 17 puł. w godzinach popołudniowych wziął udział w odbiciu przygranicznych miejscowości Kaczkowo i Bojanowo, wspólnie z pododdziałami: batalionu ON „Rawicz”, batalionu ON „Leszno” i plutonu kolarzy z 55 pułku piechoty. 
O godz. 5 do kwaterującego w Przysiece Polskiej 4 szwadronu dotarła wiadomość o wybuchu wojny. Pluton ppor. Kazimierza Wieczorka został skierowany do Starego Bojanowa w celu ubezpieczenia się z kierunku zachodniego. Tor kolejowy Stare Bojanowo – Kościan i linia kolejki wąskotorowej z Bojanowa do Śmigla zostały zaminowane, a na rzece Samicy zniszczono tamy celem zalania rejonu Czacz – Śmigiel. Niestety, ale zamierzonego efektu nie osiągnięto ze względu na niski poziom wody w rzece. Przeprowadzono również ewakuację niektórych osób narodowości niemieckiej, obawiając się dywersji z ich strony. Zwalczano niemieckich dywersantów, a schwytanych z bronią w ręku lub na gorącym uczynku odstawiano do dyspozycji sądu polowego Wielkopolskiej BK w Śremie.
2 września na rozkaz gen. Abrahama, dowódca 55 pp przeprowadził udany wypad rozpoznawczy za pas graniczny w kierunku na Wschowę, a w tym samym czasie podjazd ppor. Tadeusza Stryji patrolował teren na zachód od Święciechowy. Prowadząc rozpoznanie, przed świtem przekroczono granicę państwową. Na terenie wroga ppor. Stryja przebywał ze swym oddziałem około 20 godzin, informując gen. Abrahama przez radiostację o wynikach rozpoznania. 2 i 3 września pułk zajmował nadal pozycje osłonowe w rejonie Czacza na Kanale Kościańskim i Kanale Obry, a następnie przeszedł na linię Warty obsadzając dywizjonem ppłk. Wiktora Arnoldt-Russockiego odcinek „Rogalin”. Od 4 września wieczorem 17 puł. zajmował pozycje na odcinkach: „Bnin” wzmocnionym 1 szwadronem i „Czarnotki” siłami wzmocnionych 3 szwadronu i szwadronu kolarzy. Pozostałe siły ułanów wielkopolskich stanowiły odwód dowódcy brygady w rejonie Zaniemyśla.
5 września Wielkopolska BK opuściła swoje pozycje na linii Warty przez w rejonie Słupcy. 6 września rano 17 puł. rozpoczął marsz w składzie głównej kolumny brygady wraz z 7 dak bez dwóch baterii. Marsz prowadzono po trasie: Lądek – Konin – Tuliszków – Turek w rejon Uniejowa do rejonu Dąbia. 6 września rozpoczął się wymuszony sytuacją odwrót Armii „Poznań” z terenów Wielkopolski. Oddziały maszerowały w ugrupowaniu pieszym po osi Konin – Koło – Kutno w kierunku Warszawy. Marsz odbywał się głównie nocami. Osłonę jednostek pieszych od południa stanowiła Wielkopolska BK, a w jej składzie 17 puł. 6 września, pułk idąc w szyku rozczłonkowanym jako przednia straż brygady, kontynuował marsz przez Lądek i Golinę w kierunku na Konin, który ominął. W Golinie dołączył 3 szwadron i ppłk Wiktor Arnoldt-Russocki, który do tego czasu dowodził odcinkiem „Czarnotki” nad Wartą w rejonie Rogalina. Po przejściu mostu na Warcie, pułk zatrzymał się na postoju w Dąbiu, podejmując dalszy marsz 8 września. W ramach koncentracji wojsk przed zwrotem zaczepnym dołączył do pułku szwadron gospodarczy, a wieczorem szwadron kolarzy. W dniu następnym do miejsca postoju pułku przybył szwadron marszowy, który rozdzielono między poszczególne szwadrony liniowe, po jednym plutonie na szwadron.

### Udział pułku w bitwie nad Bzurą

#### Bój o Walewice i walki rejonie Piotrowice – Chruślin

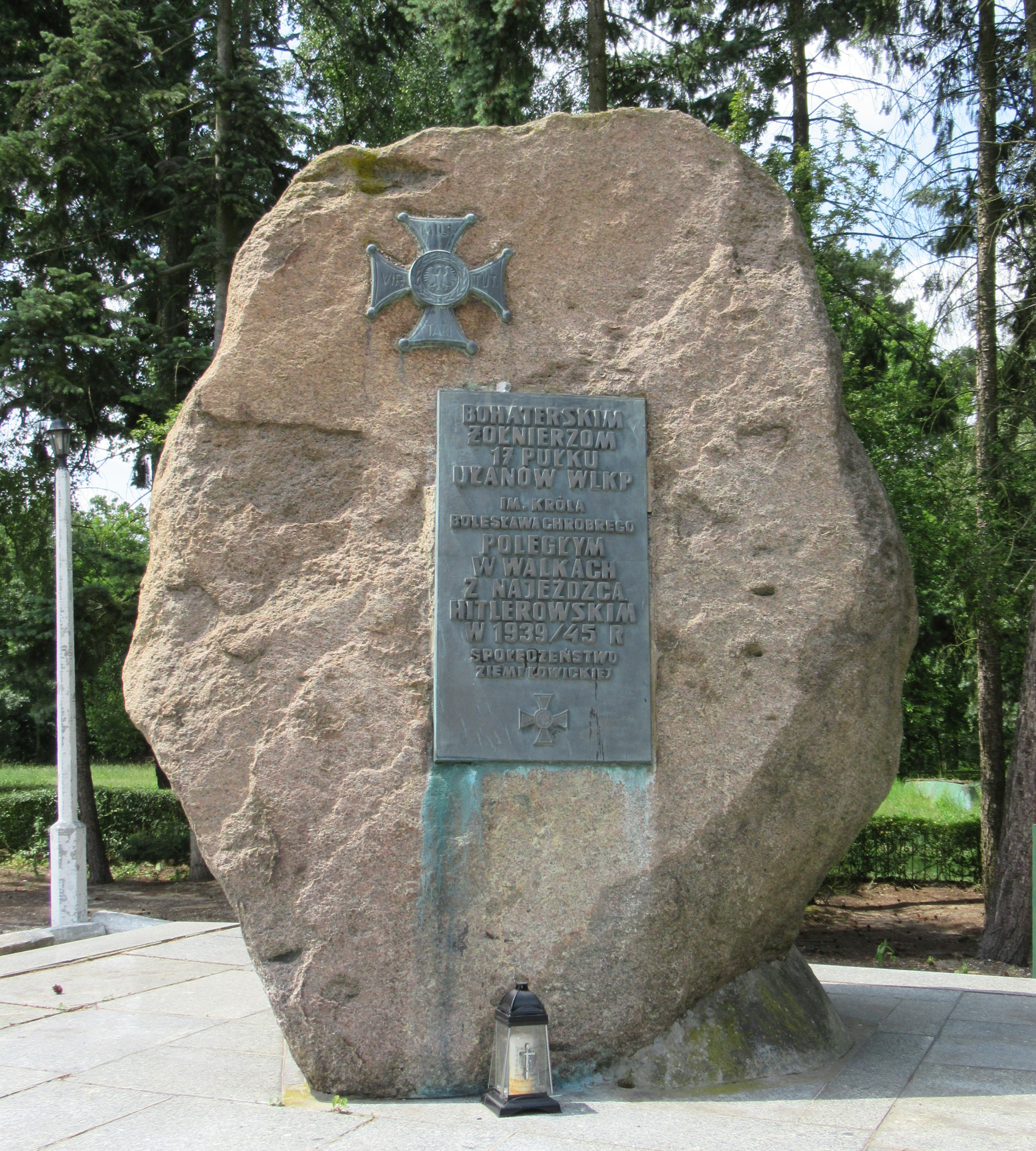
Walewice — pomnik żołnierzy poległych w wojnie obronnej 1939

17 puł. otrzymał zadanie sforsowania Bzury w rejonie Sobota dwór – Sobota wieś oraz zajęcia Walewic, a następnie Bielaw. Brygada miała wykorzystać osiągnięte powodzenie do opanowania Głowna. 9 września pododdziały zwiadowcze pułku obserwowały teren przyszłego działania bojowego. Patrol straży przedniej z 2 szwadronu, który maszerował równolegle do koryta Bzury, natknął się niespodziewanie w lesie na oddział nieprzyjaciela na motocyklach i rowerach, jadący z kierunku Soboty. 2 szwadron rtm. Czesława Danielczyka rozbił niemiecki pododdział, który pod naporem ułanów 2 szwadronu, zaczął wycofywać się w kierunku Soboty. Za cofającym się niemieckim pododdziałem rozpoznawczym postępujący 2 szwadron opanował wieś Sobota. W walce został ranny rtm. Czesław Danielczyk i 5 ułanów. Dowodzenie szwadronem przejął por. Adam Lossow. 1 szwadron przegalopował w kierunku wschodnim, obsadzając bród na Bzurze w Strugienicach. 4 szwadron konno opanował folwark Zakrzew. 3 szwadron zajął stanowiska wyjściowe w lesie na północ od Soboty. Za nimi rozmieściła się 2 bateria 7 dywizjonu artylerii konnej mająca wspierać 17 puł. Pułk rozpoczął przygotowania do wyparcia Niemców z Walewic. Ułani musieli pokonać szeroką na około trzy kilometry dolinę Bzury o rozległych łąkach i licznych kanałach nawadniających. Był to teren trudny do przebycia, z uwagi na znajdujące się tam stawy rybne i torfowiska. Natomiast położenie nieprzyjaciela było korzystniejsze, szczególnie w obronie, bowiem zajmował on stanowiska w widłach Bzury i jej dopływu Mrogi. Na tym odcinku umocnił się oddział niemieckiego 26 pp z 30 DP z bronią maszynową, działami ppanc. i artylerią. Dla uniknięcia większych strat, płk Kowalczewski postanowił zaatakować przeciwnika w późnych godzinach wieczornych. 
17 pułk ułanów ugrupował się do natarcia mając w pierwszym rzucie spieszoną grupę uderzeniową pod dowództwem ppłk. Wiktora Arnoldt-Russockiego w składzie: 1, 2 i 4 szwadronów, jako II rzut 3 szwadron 15 pułku ułanów, która zajęła stanowiska wyjściowe w rejonie dworu Sobota. Zadaniem grupy uderzeniowej było opanować wieś i dwór Walewice. W II rzucie za 2 szwadronem podążał pluton przeciwpancerny 17 puł. Odwód pułku stanowił 3 szwadron i szwadron kombinowany rtm Braunka z 15 puł.. 1 i 4 szwadrony wzmocniły 2 ckm, 2 szwadron 4 ckm. Reszta szwadronu ckm miała wspierać ogniem pośrednim natarcie zza Bzury. Przeprawy przez rzekę Bzura zapewnił 3 szwadron pionierów brygady.
Natarcie ruszyło o godz.22.00, choć zapadające ciemności i przeszkody terenowe zaczęły powodować, że szwadrony poczęły błądzić i w związku z tym plan podejścia i zaskoczenia nieprzyjaciela zaczął się komplikować. Groziło to niepowodzeniem całej akcji. Pokonano jednak wszystkie przeszkody kosztem ogromnego wysiłku, nie ponosząc strat. Choć z dużym opóźnieniem, ale pułk wykonał pierwszą część zadania, oskrzydlając tyły nieprzyjaciela. Właściwe natarcie nastąpiło na krótko przed świtem 10 września. Nacierający wzdłuż drogi z Soboty do Walewic 2 szwadron dostał się pod silny ostrzał niemieckiej broni maszynowej, dwa niemieckie karabiny maszynowe zlikwidował ochotniczy patrol pod dowództwem por. Józefa Szczanieckiego, następnie natarcie 2/17 puł. dotarło w bezpośrednie pobliże wsi Walewice i związało walką ogniową niemiecką obsadę. Następnie część szwadronu przy wsparciu ostrzału baterii 7 dak dwoma plutonami uchwyciło zachodni skraj wsi Walewice. 1 szwadron po brodzeniu po wodzie i bagnach o godz..2.00 dotarł do rzeki Mrogi wychodząc na skrzydło niemieckiej obrony. Następnie 1 szwadron uderzył na wschodni kraniec wsi likwidując niemieckie stanowisko karabinu maszynowego. 4 szwadron po brodzeniu w stawach doszedł do pałacu w Walewicach, a następnie, likwidując niemieckie ubezpieczenia, opanował folwark Walewice, po czym część szwadronu uderzyła w kierunku zachodniej części wsi Walewice, a jeden pluton na wieś Marywil. Wieś Walewice płonęła. II rzutowy szwadron 3/15 puł. prowadził opieszałe działania, nie udzielając wsparcia 17 puł.. Po sześciu godzinach walki, w tym w kilku miejscach wręcz, 4 szwadron opanował zachodnią część wsi Walewice, 1 szwadron wschodnią część, 2 szwadron przy którym znalazł się ppłk. Arnoldt-Russocki środek wsi. Z uwagi na niepodejście na czas odwodów pułku do walki skierowano część koniowodnych ze szwadronów będących w walce, taborytów ze szwadronu gospodarczego dowodzonych przez mjr. Józefa Skrzypkowskiego II zastępcę dowódcy pułku. Tak wzmocniony pułk opanował most na rzece Mroga, skrzyżowanie dróg na Bielawy i Chruślin. Wprowadzony do walki 3 szwadron ubezpieczył pułk od południa i wschodu, wziął też do niewoli niemieckich jeńców. Do godz. 8 Walewice, przedmiot natarcia pułku, został opanowany. Zdobyto 6 samochodów, 4 armaty przeciwpancerne, 12 karabinów maszynowych, 80 karabinów, 90 rowerów. Wzięto do niewoli około 30 jeńców, a około 90 niemieckich żołnierzy znaleziono zabitych. Z 17 p uł. poległo 5 oficerów, wśród nich: por. Józef Szczaniecki, ppor. Roman Nitecki, ppor. Henryk Siudziński, ppor. Stanisław Kurnatowski, ppor. Rudolf Libich oraz 58 szeregowych. Rannych zostało 6 oficerów: rtm. Michał Gutowski, por. Józef Walicki, por. Józef Madaliński, ppor. Tadeusz Stryja, ppor. Tadeusz Putz, ppor. Janusz Prądzyński i około 70 szeregowych. W szwadronie kolarzy rtm. Chrzanowskiego, który walczył w rejonie Zdun Kościelnych i Łowicza, poległ ppor. Janusz Bardziński, broniący ze swym plutonem jednego z mostów na Bzurze pod Łowiczem.
Po opanowaniu przez oddziały brygady Bielawy, gen. Abraham zarządził dyslokację pułków, mającą na celu zajęcie podstaw wyjściowych do natarcia na Głowno. 17 puł. skierowany został z Walewic do Piotrowic. W trakcie zajmowania pozycji wyjściowych brygadę zaatakowały przybyłe na pole walki posiłki przeciwnika. 10 września około godz. 14, 7 szwadron kolarzy por. Zbigniewa Barańskiego został w Trabach zaatakowany przez zmotoryzowany oddział niemieckiego 10 pp. Około godz. 11 szwadrony 17 puł. po uporządkowaniu swoich szeregów sukcesywnie przemieszczały się z Walewic do Piotrowic. Jako pierwszy przybył do Piotrowic 4 szwadron i wysłał od strony Chruślina ubezpieczenia, które stwierdziły pojawienie się od strony Lisewic i Trab pododdziałów niemieckich. 4/17 puł. spieszył się i zajął obronę, nawiązując styczność ogniową z nieprzyjacielem. Powiadomiony dowódca pułku skierował idący na czele kolumny pułku 3 szwadron, który przybywszy galopem spieszył się i zajął obronę w rejonie Piotrowic na lewo od 4/17 puł. Jednocześnie nawiązano kontakt z wycofującym się szwadronem kombinowanym 15 pul. rtm. Braunka, a następnie 7 szwadronem kolarzy wycofującym się z Trab. Płk Ignacy Kowalczewski skierował 2 szwadron do rozpoznania kompleksu leśnego Stanisławów i ubezpieczenia prawego skrzydła pułku z kierunku południowego. 1 szwadron ze względu na wysokie straty dalej pozostał w Walewicach.             
Chruślin obsadził podporządkowany dowódcy 17 puł., 7 szwadron kolarzy wzmocniony 7 samodzielnym plutonem km. O godz.18.00 po krótkim przygotowaniu artyleryjskim natarcia, uderzył niemiecki 20 pp na obie obsadzone miejscowości. Niemieckie natarcie wyparło z Piotrowic i Chruślina broniące się szwadrony. Użyto wszelkich możliwych odwodów łącznie z 1 szwadronem. Natarcie niemieckie doszło do Rulic i wyparło z części wsi dwa szwadrony 15 puł. Wsparcia udzielił wprowadzony do walki 17 batalion saperów z 17 Dywizji Piechoty. Wspólne natarcie saperów, ułanów i pododdziału spieszonego 7 dak, pozwoliło odzyskać poprzednio utracone stanowiska obronne. 17 puł. poniósł duże straty osobowe, w śród poległych był rtm. Stanisław Czerniewski i ppor. Władysław Godlewski. Dowodzenie 3 szwadronem przejął por. Henryk Bułak-Bałachowicz. Znaczne straty poniósł również 7 szwadron kolarzy wyrzucony z Chruślina do Bielaw poległo 12 ułanów, w tym oficer, zostało rannych 15 ułanów.            

#### Natarcie na Głowno
11 września, gen. Abraham postanowił przeprowadzić całością sił natarcie na Głowno. Natarcie miał ubezpieczać pododdział ppor. Kazimierza Wieczorka z III plutonem 4 szwadronu, wzmocniony plutonem kolarzy z drużyną ckm, pluton saperów z 17 bsap. operujący w rejonie lasu Wojewodza, Piotrowice, folwarku i gajówki Stanisławów. W pierwszym rzucie nacierały: 7 pułk strzelców konnych i 15 puł., za nimi miał prowadzić natarcie 17 puł., będący w II rzucie natarcia. W południe celem wsparcia 7 psk został wprowadzony do natarcia w kierunku Zgoda, Helenów, Głowno, dywizjon 17 puł. pod dowództwem ppłk. Wiktora Arnoldta-Russockiego w składzie: 1 i 3 szwadrony, połowa szwadronu ckm i połowy plutonu ppanc. Dywizjon zdobył wieś Helenów, wiązał oddziały niemieckie ogniem i odpierał próby odbicia wsi. Pozostała część pułku stała w odwodzie brygady w rejonie na południe od folwarku Psary Polesie. Pułk stał w tym rejonie do rana 12 września. Rano 17 puł. przeszedł do lasu na południe od miejscowości Rulice. Pułk wykonał marsz pod ostrzałem artylerii niemieckiej. W lesie pod Rulicami dołączył tabor pułkowy i rozproszeni wcześniej żołnierze, uzupełniono amunicję, żywność i konie. Szwadron kolarzy 17 puł. dalej działał poza pułkiem, w składzie Oddziału Wydzielonego „Zduny” dowodzonym przez rtm. Janusza Chrzanowskiego w składzie dwóch szwadronów kolarzy (17 puł. i 7 psk) i plutonu samochodów pancernych z 71 dywizjonu pancernego. OW „Zduny” był podporządkowany dowódcy 16 Dywizji Piechoty, prowadził rozpoznanie w pasie natarcia dywizji w kierunku Skierniewic. Wysunięte podjazdy oddziału opanowały 12 września w południe Bełchów położony 10 kilometrów na północny zachód od Skierniewic. Na rozkaz dowódcy 16 DP OW wycofał się nocą 12/13 września opóźniając niemieckie oddziały rozpoznawcze za Bzurę.       
Gen. Abraham otrzymał ze sztabu armii rozkaz wycofania się na linię Bzury i zorganizowania obrony na odcinku Urzecze – Maurzyce. W nocy z 13 na 14 września brygada rozpoczęła odwrót do wyznaczonego rejonu. 17 puł. brodem osiągnął rejon obrony i zajął stanowiska na północnym brzegu Bzury. 1, 2, 3 szwadrony wsparte szwadronem ckm i plutonem przeciwpancernym stanęły w I linii, za nimi w odwodzie stanął 4 szwadron. Szwadron kolarzy 17 puł. wraz ze szwadronem kolarzy 15 puł., linią czat broniły północnego brzegu Bzury na odcinku poprzez: Mystkowice, Bocheń, Ostrów.     

#### Walki o przeprawy w Brochowie
13 września gen. Abraham otrzymał ze sztabu Armii „Pomorze” zadanie opanowania przyczółka na wschodnim brzegu Bzury w rejonie Kozłów Szlachecki-Brochów. Brygada miała również ubezpieczać armię w natarciu na Skierniewice. 13 września o godz.21.. 17 puł. wraz z 2/7 dak rozpoczął marsz z Maurzyc przez Zduny Kościelne, Retki, Wyborów, Błędów, Wicie, Jeziorki, Szwarocin, Rybno, Ruszki do Białej Góry. 14 września o godz.11.00 pułk dotarł do Szwarocina. Na dwa szwadrony 15 puł., który zajął Brochów bez walki, wyszło silne natarcie piechoty nieprzyjaciela z czołgami, zmuszając je do wycofania się w kierunku lasu Marysin. Dowódca 7 psk otrzymał rozkaz natarcia na Brochów. 17 puł. dotarł do Białej Góry o godz.14.00, po wyczerpującym marszu z uwagi na zatłoczenie dróg, 7 psk otrzymał zadanie ponownego zajęcia przepraw na Bzurze w Brochowie. Po godzinnym postoju 17 puł. wyruszył do m. Biała Góra, otrzymując w czasie marszu rozkaz od dowódcy Wielkopolskiej BK o zajęciu brodu w Mistrzewicach na Bzurze i natarcia w kierunku wsi Konary. Jako pierwszy sforsował Bzurę 4 szwadron wzmocniony plutonami: ckm i przeciwpancernym na lewym skrzydle natarcia pułku na południe od Brochowa. Wzmocniony 4/17 puł. dostał się pod silny ostrzał broni maszynowej i zaległ. Większość 17 puł. pozostająca jeszcze na lewym brzegu Bzury zajęła stanowiska obronne, tam dostała się pod silny ostrzał niemieckiej artylerii. Od ostrzału ranny został dowódca płk Ignacy Kowalczewski oraz 2 oficerów, 2 podchorążych i 14 ułanów. Dowództwo przejął ppłk Wiktor Arnoldt-Russocki. Ze względu na płaski i odkryty teren oraz silny ostrzał broni maszynowej, po godz.16.30 4 szwadron wraz ze wzmocnieniem został wycofany za Bzurę. Do wieczora pułk wiązał z lewego brzegu ogniem oddziały niemieckie na prawym brzegu Bzury. Następnie wieczorem pułk przeszedł do folwarku Aleksandrówka, około 6 kilometrów od Brochowa na postój ubezpieczony. Po opatrzeniu płk Kowalczewski objął wieczorem dowództwo. Wieczorem do pułku dołączył szwadron kolarzy 17 puł. rtm. Janusza Chrzanowskiego, który do tego czas wspomagał w rejonie Łowicza działania 16 DP z Armii „Pomorze”.   
15 września 17 puł. stanął jako odwód dowódcy Wielkopolskiej BK w pobliżu wsi Radziwiłka B, gdzie zmniejszono tabory do 1/3 stanu. I pluton 4 szwadronu został wysłany w rejon ujścia Bzury do Wisły z zadaniem dozorowania kierunku Wyszogród – Młodzieszyn. 15 września popołudniem na podstawie rozkazu gen. dyw. Tadeusza Kutrzeby utworzono Grupę Operacyjną Kawalerii gen. bryg. Romana Abrahama, w składzie Wielkopolskiej BK i Podolskiej Brygady Kawalerii. Dowództwo Wielkopolskiej BK objął płk Ignacy Kowalczewski, dowodzenie pułkiem przejął ppłk Wiktor Arnoldt-Russocki. Zadaniem utworzonej grupy było wywalczenie drogi odwrotu przez Puszczę Kampinoską dla oddziałów zgrupowanych nad Bzurą pod dowództwem gen. Kutrzeby.  

### Walki w Puszczy Kampinoskiej w drodze do Warszawy
Rozpoznanie terenu Puszczy Kampinoskiej gen. Roman Abraham powierzył 17 pułkowi ułanów, który jako straż przednia poruszać się miał po osi głównej kolumny marszowej brygady: folwark Witkowice, folwark Tułowice-Miszory-Famułki Królewskie – Krzywa Góra – Stara Dąbrowa – Sędziszów. Za Wielkopolską Brygadą Kawalerii po osi głównej maszerowały oddziały Podolskiej Brygady Kawalerii (14 pułk ułanów Jazłowieckich, 9 pułk ułanów Małopolskich, 6 pułk ułanów Kaniowskich). 15 września o godz.22.00 dywizjon 17 puł. pod dowództwem mjr. Józefa Skrzypkowskiego w składzie 1 i 2 szwadron, szwadron kolarzy, pluton ckm, pół plutonu przeciwpancernego i patrol łączności wraz z 1/7 dak przeprawił się przez Bzurę pod Witkowicami i około godz.4.00 16 września obsadził zachodni skraj Puszczy Kampinoskiej w rejonie wsi Myszory. 16 września o świcie przez Bzurę przeprawiły się pozostałe siły 17 puł. wraz z 2/7 dak. Połączyły się w Myszorach z dywizjonem mjr. Skrzypkowskiego. Po krótkim odpoczynku podjęto dalszy marsz, straż przednią stanowił 4 szwadron bez I plutonu. Dywizjon mjr. Skrzypkowskiego maszerował północnym skrajem Puszczy Kampinoskiej.
Około godz. 11 ppłk Wiktor Arnoldt-Russocki maszerował z 4 szwadronem w straży przedniej, gdy kolumna główna dotarła w rejon polany, znajdującej się 500 m na północ od zabudowań leśniczówki Dembowskie i minęła ten rejon. Niemiecki patrol kolarzy ostrzelał maszerujące za nim siły główne pułku. Spieszony pluton łączności z drużyną pionierów i elementy szwadronu gospodarczego uderzyły w rejon gajówki oraz pluton 4 szwadronu wyparły niemieckich kolarzy. Niemiecka 9 kompania 12 pułku piechoty uderzyła na porządkującą się kolumnę marszową 17 puł.. Z rejonu Cisowe-Zamość niemiecka kompania otworzyła w kierunku kolumny silny ogień i rozpoczęła natarcie opanował leśniczówkę Dębowskie. Do walki wkroczył spieszony 3 szwadron, a następnie w jego szyki rozkazem dowódcy pułku został wprowadzony do walki szwadron kolarzy. Na odgłos walki po godz. 13 przybył dywizjon mjr. Skrzypkowskiego. 2 szwadron spieszył się i przedłużył skrzydło pułku. 17 pułk uderzył pozostałymi pododdziałami na niemiecką kompanię. Do majątku Łazy został skierowany 1 szwadron celem wykonania obejścia niemieckiego pododdziału. W rejon walki przybył niemiecki III batalion 12 pp. W tym czasie również nadszedł dywizjon z 7 pułku strzelców konnych pod dowództwem por. Edwarda Groniowskiego i przedłużył prawe skrzydło natarcia 17 pułku ułanów. Wraz z nim przybył dowódca Wielkopolskiej BK. Jednoczesne uderzenie 17 puł. i dywizjonu 7 psk oraz obejście niemieckiego batalionu zakończyło się sukcesem.  Bój zakończył się zajęciem rejonu leśniczówki i odrzuceniem niemieckiego batalionu w kierunku Zamościa. Zdobyto 2 działa piechoty, kilka granatników, kilka karabinów maszynowych wraz z amunicją, 6 rowerów, kilka wozów taborowych i jeden samochód ciężarowy. Straty osobowe, to około 20 zabitych i 7 jeńców niemieckich i nieustalona liczba rannych. Odniesiono sukces przy dużych stratach własnych. Poległo 36 ułanów wielkopolskich, wśród nich ppor. Witold Nieborak i ppor. Roman Jezierski, który przyłączył się do szwadronu kolarzy. Rannych zostało 5 oficerów i 20 ułanów, wśród nich: por. Henryk Bułak-Bałachowicz, por. Marian Węclewicz, por. Adam Lossow, por. Wojciech Chełkowski, por. lek. wet. Bohdan Piotrowski. Stracono też kilkadziesiąt koni. Pułk pozostał w rejonie leśniczówki na noc 16/17 września, jako odwód dowódcy grupy odtwarzając zdolność bojową. 17 września dołączył do pułku I pluton 4 szwadronu, a także odkomenderowany do sztabu brygady ppor. Potworowski. Poległ w rejonie Polesia Starego wysłany z patrolem ppor. Józef Ossowidzki. Dowodzenie 3 szwadronem musiał przejąć por. rez. Benedykt Żółtowski ze szwadronu ckm.
17 września o zmierzchu 17 puł. wyruszył w kierunku Wędziszewa, 7 kilometrów na wschód od przysiółka Górki. Jako straż przednia pułku maszerował spieszony 1 szwadron. O świcie 18 września osiągnął okolice Wędziszewa. Marsz piaszczystymi bezdrożami i duktami puszczy był powolny i uciążliwy. Po krótkim odpoczynku ulani wielkopolscy wyruszyli w szyku konnym w kierunku Modlina przez Cybulice Duże i Cybulice Małe. Maszerujący na czele pułku 1 szwadron został pomyłkowo ostrzelany przez placówki 13 pułku piechoty z załogi Modlina. Pułk przeszedł do Kazunia Polskiego, skąd dyslokowany został do Czosnowa. Po ustaleniu, że szosa z Modlina do Warszawy jest zajęta w Młocinach przez niemieckie czołgi i piechotę pozostawiono na szosie jako ubezpieczenie 1 szwadron, a pułk przesunął się w rejon Kaliszki, Dobrzyń. Około godz. 8 dotarł do Palmir, gdzie nawiązał kontakt z załogą Palmir złożoną z pozostałości 146 pułkiem piechoty ppłk. Jana Topczewskiego i kombinowanego pułku kawalerii mjr. Józefa Juniewicza. Dwa szwadrony pułku z ckm i armatami ppanc zajęły pasma wzniesień na skraju lasu w odległości 1000–1200 od szosy Warszawa – Modlin. 4 szwadron wraz z plutonem czołgów rozpoznawczych z 71 dywizjonu pancernego wyruszył w kierunku Dziekanowa celem rozpoznania nieprzyjaciela. Rozpoznanie zostało zatrzymane ostrzałem z czołgów i broni maszynowej oddziałów piechoty zmotoryzowanej i artylerii niemieckiej 1 Dywizji Lekkiej. Do walki pieszej przystąpił cały 17 puł., jednak natarcie pułku zostało zatrzymane, pułk wycofał się na stanowiska wyjściowe na skraju lasu. Poniesiono straty osobowe poległych i rannych ułanów, wśród rannych por. Stefan Stankiewicz i w sprzęcie utracono rozbite 2 armaty ppanc i 1 ckm. 
Wieczorem 18 września o godz. 21:30 17 puł. wyruszył w kierunku Sierakowa, na czele kolumny sił głównych Grupy Operacyjnej Kawalerii jako straż przednia maszerował 1 szwadron. Walki o Sieraków rozpoczął 15 puł., który zdobył północną i zachodnią część wsi. 15 puł. odparł niemieckie przeciwnatarcie i znalazł się pod silnym ostrzałem niemieckiej artylerii. Na skrzydle od strony północnej do walki został włączony 6 puł. Pomiędzy godz. 2 a 3 19 września rozkazem gen. Abrahama do walki o Sieraków został wprowadzony 17 puł. Po zluzowaniu ułanów poznańskich, ułani wielkopolscy ugrupowali się trzema spieszonymi szwadronami w pierwszym rzucie. W momencie rozwijania się do natarcia, na czołowe pododdziały pułku niemieckie oddziały otworzyły silny ostrzał z broni maszynowej. Jednocześnie artyleria niemiecka ostrzelała tylne ugrupowanie pułku ostrzeliwując rejon ześrodkowania koni pułku i koniowodnych, co wywołało zamieszanie. Pluton ckm dowodzony przez ppor. Konstantego Gresia zajął korzystne stanowiska ogniowe i obezwładnił niemieckie stanowiska ogniowe. Pozwoliło to wycofać pierwszorzutowe szwadrony i je uporządkować. Natarcie ponowne pułku prowadził ppłk Wiktor Arnoldt-Russocki jednak rozwijało się powoli, gdyż oddziały niemieckiej 1 DLek. kontratakowały piechotą ze wsparciem czołgów. Do walk o Sieraków włączony został 9 puł., który prowadził natarcie w południowej części wsi. Nocne natarcie ułanów wielkopolskich wspierał jako artyleria towarzysząca ogniem na wprost pluton armat 1 baterii 7 dak. Po całonocnych walkach do rana 19 września Sieraków został zdobyty. W trakcie walki zdobyto tabor 6 i 7 szwadronów niemieckiego 4 pułku strzelców kawalerii, odrzucono 6 szwadron oraz 2 baterię 76 dywizjonu artylerii przeciwlotniczej. Zdobyto znaczną liczbę pojazdów transportowych, broni strzeleckiej i wzięto około 70 jeńców. Pułk poniósł straty osobowe, wśród kilkunastu poległych był ppor. Konstanty Greś, wśród rannych był śmiertelnie ranny ppor. Kajetan Cichocki. Również odnieśli rany por. Kazimierz Karwowski i por. Władysław Skoroszewski. Utracono rozbitą armatę ppanc..
Gen. Abraham postanowił wykorzystać zwycięstwo pod Sierakowem do uderzenia na Laski. Miał to być ostatni już zryw na drodze do Warszawy. Natarcie pod dowództwem płk. Ignacego Kowalczewskiego o godz.11.00  rozpoczęły 17 puł. i 9 puł. jako jednostki pierwszorzutowe. 1/17 puł. uchwycił zachodni skraj lasu przy drodze Sieraków – Laski, gdzie nawiązał kontakt nad szwadronem kombinowanym 14 puł. rtm. Andrzeja Sozańskiego. Do natarcia przystąpiły 2 i 4 szwadrony dowodzone przez ppłk. Arnoldt-Russockiego, a na południe od drogi szwadrony 9 puł. Odrzucono niemieckie ubezpieczenia z II dywizjonu 4 pułku strzelców kawalerii, po dotarciu na skraj lasu w rejonie Zakładu Ociemniałych zostało powstrzymane. Niemieckie przeciwuderzenie z wsparciem czołgów odrzuciło szwadrony 17 puł. w głąb lasu. Dalsze natarcie na Laski kontynuował 7 psk wprowadzony z odwodu do natarcia.     
Po godz. 13 zaniechano dalszego natarcia na Laski. Odwrót oddziałów osłaniał walczący w linii 7 psk. Odejście spod Lasek zakończono po zmroku. Wobec tego gen. Abraham postanowił uderzyć całością sił w kierunku na Wólkę Węglową – Młociny. Około godz. 19 pułk zebrał się w całości przy leśniczówce w pobliżu Lasek, skąd miał przebijać się na Warszawę. Po spieszeniu większości ułanów podjęto marsz nocny po godz. 22 w kierunku Warszawy. Rano 20 września 17 puł. doszedł do Młocin, a następnie do miejsca zbiórki Wielkopolskiej BK w Lasku Bielańskim. W ciągu dnia do pułku dołączali ułani z końmi i przybyła część taborów.    

### W obronie Warszawy
22 września pułk wraz całą GOKaw. przemieścił się do koszar 1 pułku szwoleżerów. Po przybyciu do Łazienek 23 września 17 puł. liczył 17 oficerów, 46 podoficerów i 406 ułanów oraz 400 koni. Po reorganizacji pułk składał się z dwóch szwadronów konnych, szwadronu pieszego, plutonu łączności i drużyny pionierów, a posiadane ckm-y rozdzielono między poszczególne szwadrony. 25 września w pułku pozostało 17 oficerów 338 szeregowych, 345 koni, 6 ckm i 1 armatę przeciwpancerną. Pozostali ułani bez koni weszli w skład oddziału pieszego pod dowództwem ppłk. dypl. Witolda Święcickiego. Czyniono przygotowania do wyjścia kawalerii poza Warszawę, łącznie z tym, że w 17 puł. zarządzono już pogotowie marszowe. 
Od 23 września dowództwo pułku objął z powrotem płk Ignacy Kowalczyk, zastępcami dowódcy pułku pozostali ppłk Wiktor Arnoldt-Russocki i mjr Józef Skrzypkowski adiutantem rtm. Adam Wiśniewski, 1 szwadronem konnym dowodził rtm. Czesław Danielczyk, 2 szwadronem konnym rtm. Czesław Juściński, dowódcą szwadronu pieszego rtm. Janusz Chrzanowski, dowódcą plutonu łączności i drużyny pionierów por. Juliusz Sielecki, dowódcą plutonu przeciwpancernego ppor. Władysław Tryliński.
W czasie pobytu w Warszawie 25 i 26 września pułk ponosił straty od ognia artyleryjskiego i bomb lotniczych. 27 września dowiedziano się o zawieszeniu broni, a następnego dnia odbyła się ostatnia zbiórka pułku na terenie Łazienek. 29 września wieczorem, rozbrojony pułk w szyku pieszym skierowano do starej cegielni w Błoniu, gdzie po kilku dniach zwolniono podoficerów i ułanów. Oficerowie w szyku pieszym przeszli do Grodziska, skąd zostali wywiezieni transportem kolejowym do obozów jenieckich.
We wrześniu 1939 poległo 14 oficerów, 3 podchorążych, 32 podoficerów i 159 szeregowych. Podczas okupacji zostało zamordowanych 15 oficerów, 2 podchorążych i 2 podoficerów.
Za kampanię wrześniową 1939 pułk został odznaczony orderem Virtuti Militari.

### Oddziały II rzutu mobilizacyjnego 17 pułku ułanów.

#### Szwadron marszowy 17 pułku ułanów
Zgodnie z planem mobilizacyjnym, szwadron zapasowy 17 puł. w Poznaniu, zmobilizował także szwadron marszowy, którego dowódcą był por. rez. Józef Szczaniecki, a poszczególnymi plutonami dowodzili ppor. Tadeusz Putz, Kazimierz Ossowidzki, Kajetan Cichocki i Rudolf Libich. Szwadron marszowy odszedł 28 sierpnia 1939 do Leszna, skąd 30 sierpnia powrócił do Poznania. Następnie wraz ze szwadronem marszowym 15 puł. 1 września wymaszerowały z Poznania i podjęły dalszy marsz. Transportem kolejowym dotarł do Żychlina skąd dołączył do pułku 8 września w Strzegocinie, po rozwiązaniu uzupełniając jego stan osobowy, początkowo jako odrębne plutony czwarte w szwadronach, następnie włączone do istniejących dotychczas w szwadronach trzech etatowych plutonów.     
Po zakończeniu mobilizacji alarmowej w garnizonach Leszno Wielkopolskie i Poznań nadwyżki mobilizacyjne w postaci kadry, rezerwistów, koni, pozostałości uzbrojenia i wyposażenia użytku bieżącego odjechały transportem kolejowym nocą 26/27 sierpnia 1939 do Kraśnika Lubelskiego. Po przybyciu na miejsce Oddział Zbierania Nadwyżek 17 puł. wszedł w skład Ośrodka Zapasowego Wielkopolskiej Brygady Kawalerii pod dowództwem mjr. Juliana Fischer-Drauenegg. W Kraśniku w ramach ośrodka przystąpiono do formownia szwadronów bojowych II rzutu mobilizacyjnego. Z uwagi na niekorzystną sytuację operacyjną zaistniała potrzeba zorganizowania obrony przepraw na środkowym odcinku rzeki Wisły.  

#### Szwadron pieszy kombinowany w OW „Annopol”
W tym celu z OZ Wielkopolskiej BK 3 września sformowano Oddział Wydzielony „Annopol” pod dowództwem mjr. Jerzego Starża-Majewskiego dowódcy szwadronu zapasowego i OZN 17 pułku ułanów. 4 września Oddział Wydzielony majora Starży-Majewskiego zorganizował obronę odcinka Wisły od Zawichostu poprzez Annopol do Świeciechowa. Podlegał on płk. dypl. Stefanowi Roweckiemu, dowódcy Warszawskiej Brygady Pancerno-Motorowej, wyznaczonemu do obrony odcinka Wisły, w skład którego wchodził Annopol. W skład OW wchodził improwizowany batalion z 8 pułku piechoty Leg. kpt. Jana Szwagierka, sformowany w Lublinie w składzie dwóch kompanii strzeleckich i plutonu ckm, improwizowany pluton armat ppanc. 37 mm, improwizowana bateria armat polowych 75 mm z 9 pal pod dowództwem por. Stanisława Majewskiego i szwadron spieszony (zbiorczy) por. rez. Feliksa Tyszkiewicza-Łąckiego (17. p. uł.) w składzie trzech plutonów liniowych oraz plutonu ckm, w składzie 4 oficerów i 90 szeregowych, sformowany w OZ Wielkopolskiej BK w Kraśniku. Ochronę mostu drewnianego w Annopolu zapewniały kompanie kpt. Szwagierka, plutony ckm oraz improwizowane pluton i bateria dział 37 mm i 75 mm. Pierwszy pluton wachm. pchor. rez. Kazimierza Wybranowskiego, ze szwadronu spieszonego zabezpieczał przeprawę promową w Zawichoście. 6 września, po otrzymaniu rozkazu zniszczenia przeprawy, mjr. Starża-Majewski podpalił drewniany most w Annopolu; płonął on przez całą noc aż do południa dnia następnego. W tym samym czasie, podczas bombardowania Zawichostu przez lotnictwo niemieckie, został uszkodzony znajdujący się tam prom, który spłynął w dół rzeki i osiadł na mieliźnie na kępie wiślanej. Mimo zniszczenia tych przepraw OW osłaniał Wisłę aż do 12 września. Od 10 września starał się powstrzymać pododdział niemieckiej 4. DP, który przedostał się w rejonie Świeciechowa na wschodni brzeg rzeki. W trakcie obrony przeprawy poległo wielu ułanów 17 pułku, w tym 4 oficerów, a wśród nich po wjechaniu na własną minę dowódca OW. Szwadron por. Tyszkiewicza-Łąckiego wycofał się do Kraśnika.

#### W składzie OZ Wielkopolskiej Brygady Kawalerii
Do 6 września w OZ Wielkopolskiej BK sformowano kolejny szwadron dowodzony przez rtm. Jana Bakradze oraz wydzielono żołnierzy do formowanego szwadronu ckm i plutonu kolarzy. Po zbombardowaniu Kraśnika i koszar w dniach 8–10 września, dowódca Ośrodka otrzymał rozkaz z dowództwa Okręgu Korpusu nr II wymarszu w kierunku Równego. W ośrodku szwadrony 2 i 3 pochodziły z 17 pułku ułanów, a także ułani tego pułku uzupełnili szwadron ckm. 15 września oddział wypadowy pułku pod dowództwem mjr. Salmonowicza, w tym wydzielony szwadron 17 puł. dowodzony przez ppor. Stefana Figurskiego dokonał wypadu na niemiecki oddział wydzielony piechoty i czołgów w Wielkiej Wsi koło Łaszczowa. Zniszczono samochody i czołgi wroga. Po przekroczeniu Bugu ośrodek osiągnął okolice Lubomla, Kowla i toczył potyczki z dywersantami ukraińskimi. Po otrzymaniu informacji o wkroczeniu wojsk sowieckich, 17 września ośrodek powrócił na zachodnią stronę Bugu. W składzie Grupy „Dubno” stoczył walki pod Janowem Lubelskim, następnie pod Modliborzycami. Szwadrony wywodzące się z 17 puł. poniosły straty 2 oficerów, podchorąży i kilku ułanów, ale wzięto jeńców. Szwadrony walczyły do 25 września kierując się na Nisko, skapitulowały w rejonie Rawy Ruskiej.
| Struktura organizacyjna i obsada personalna we wrześniu 1939 | Struktura organizacyjna i obsada personalna we wrześniu 1939                                                                             |
| ------------------------------------------------------------ | --- |
| dowódca                                                      | płk Ignacy Kowalczewski ppłk Wiktor Arnoldt-Russocki (od 15 do 23 IX 1939)                                                               |
| zastępca dowódcy                                             | ppłk Wiktor Arnoldt-Russocki |
| II zastępca dowódcy – kwatermistrz                           | mjr Józef Skrzypkowski |
| adiutant                                                     | rtm. Adam Wiśniewski |
| oficer ordynansowy                                           | por. rez. Wojciech Chełkowski |
| oficer informacyjny                                          | por. rez. Franciszek Przyłuski |
| oficer broni                                                 | por. rez. Władysław Skoroszewski |
| lekarz                                                       | por. lek. med. January Weiner |
| lekarz weterynarii                                           | por. lek. wet. Bohdan Piotrowski |
| oficer żywnościowy                                           | chor. Marian Bittner |
| płatnik                                                      | kpt. int. Zdzisław Józef Cześnik |
| oficer do dyspozycji                                         | por. Kazimierz Karwowski |
| kapelan                                                      | kpt. rez. ks. Seweryn Garjantasiewicz |
| 1 szwadron                                                   | |
| dowódca                                                      | rtm. Michał Gutowski (r. do 10 IX 1939) por. Kazimierz Karwowski (od 10 IX 1939)                                                         |
| dowódca I plutonu                                            | por. Józef Madaliński (r. do 10 IX 1939)                                                                                                 |
| dowódca II plutonu                                           | ppor. Roman Nitecki († 10 IX 1939) |
| dowódca III plutonu                                          | ppor. Henryk Siudziński († 10 IX 1939)                                                                                                   |
| szef szwadronu                                               | st. wachm. Ludwik Kujawa |
| 2 szwadron                                                   | |
| dowódca                                                      | rtm. Czesław Danielczyk (r.do 9 IX 1939) por. rez. Adam Lossow (od 9 IX 1939)                                                            |
| dowódca I plutonu                                            | por. rez. Adam Lossow |
| dowódca II plutonu                                           | ppor. Tadeusz Stryja (r. do 10 IX 1939)                                                                                                  |
| dowódca III plutonu                                          | ppor. Witold Nieborak († 16 IX 1939) |
| szef szwadronu                                               | st. wachm. Jan Goliwąs |
| 3 szwadron                                                   | |
| dowódca                                                      | rtm. Stanisław Czerniawski († 10 IX 1939) por. Henryk Bułak-Bałachowicz (od 10 do r. 16 IX 1939) por. Benedykt Żółtowski (od 16 IX 1939) |
| dowódca I plutonu                                            | por. Henryk Bałachowicz |
| dowódca II plutonu                                           | ppor. rez. Michał Godlewski († 10 IX 1939)                                                                                               |
| dowódca III plutonu                                          | ppor. rez. Lech Mroczkiewicz |
| szef szwadronu                                               | st. wachm. Wojciech Sobański |
| 4 szwadron                                                   | |
| dowódca                                                      | rtm. Czesław Juściński |
| dowódca I plutonu                                            | por. Stefan Stankiewicz (r. do 18 IX 1939)                                                                                               |
| dowódca II plutonu                                           | ppor. Stanisław Kurnatowski († 10 IX 1939)                                                                                               |
| dowódca III plutonu                                          | ppor. rez. Kazimierz Wieczorek |
| szef szwadrou                                                | st. wachm. Michał Świątek |
| szwadron ckm                                                 | |
| dowódca                                                      | rtm. Piotr Laskowski |
| dowódca I plutonu                                            | por. rez. Marian Węclewicz |
| dowódca II plutonu                                           | por. rez. Benedykt Źółtowski (do 16 IX 1939)                                                                                             |
| dowódca III plutonu                                          | ppor. Konstanty Greś († 19 IX 1939) |
| szef szwadronu                                               | st. wachm. Ludwik Olszewski |
| szwadron kolarzy                                             | |
| dowódca                                                      | rtm. Janusz Chrzanowski |
| dowódca I plutonu                                            | por. Józef Walicki (r. 10 IX 1939) |
| dowódca II plutonu                                           | ppor. Janusz Bardziński († 10 IX 1939)                                                                                                   |
| dowódca III plutonu                                          | ppor. rez. Janusz Prądzyński (r. 10 IX 1939)                                                                                             |
| szef szwadronu                                               | wachm. Jan Konopa |
| szef szwadronu                                               | od 20 IX wachm. Józef Kasprzak |
| szwadron gospodarczy                                         | |
| dowódca                                                      | rtm. rez. Józef Wichliński-Mielźyński |
| zastępca dowódcy                                             | ppor. Roman Byszewski |
| dowódca taborów                                              | st. wachm. Józef Krzymiński |
| szef szwadronu                                               | wachm. Władysław Janikowski |
| pluton łączności                                             | |
| dowódca                                                      | por. Juliusz Sielecki |
| zastępca dowódcy                                             | pchor. Bolesław Trąmpczyński |
| sztandarowy                                                  | plut. Jan Osiak |
| szef plutonu                                                 | wachm. Józef Wiśniewski |
| pluton przeciwpancerny                                       | |
| dowódca                                                      | ppor. Władysław Tryliński |
| szwadron marszowy                                            | |
| dowódca                                                      | por. rez. Józef Szczaniecki († 10 IX 1939)                                                                                               |
| dowódca I plutonu                                            | ppor. rez. Kazimierz Ossowicki († 17 IX 1939)                                                                                            |
| dowódca II plutonu                                           | ppor. rez. Rudolf Libich († 10 IX 1939)                                                                                                  |
| dowódca III plutonu                                          | ppor. rez. Kajetan Cichocki (r. † 19 IX 1939)                                                                                            |
| dowódca IV plutonu                                           | ppor. Tadeusz Putz (r. 10 IX 1939) |
| szef szwadronu                                               | st. wachm. Józef Koterba |

### Kawalerowie Virtuti Militari
| Żołnierze pułku odznaczeni Orderem Virtuti Militari za kampanię wrześniową 1939 | Żołnierze pułku odznaczeni Orderem Virtuti Militari za kampanię wrześniową 1939 | Żołnierze pułku odznaczeni Orderem Virtuti Militari za kampanię wrześniową 1939 |
| ------------------------------------------------------------------------------- | ------------------------------------------------------------------------------- | ------------------------------------------------------------------------------- |
| Krzyżem Złotym                                                                  |                                                                                 |                                                                                 |
| płk Ignacy Kowalczewski                                                         | ppłk Wiktor Arnoldt-Russocki                                                    | rtm. Michał Gutowski                                                            |
| Krzyżem Srebrnym                                                                |                                                                                 |                                                                                 |
| mjr Jerzy Michał Majewski                                                       | rtm. Janusz Chrzanowski                                                         | rtm. Stanisław Czerniawski                                                      |
| rtm. Czesław Danielczyk                                                         | rtm. Michał Gutowski                                                            | rtm. Juściński Czesław                                                          |
| rtm. Laskowski Piotr                                                            | por. Chełkowski Wojciech                                                        | por. Karwowski Kazimierz                                                        |
| por. Lossow Adam                                                                | por. Madaliński Józef                                                           | por. Piotrowski Bohdan                                                          |
| por. Przyłuski Stanisław                                                        | por. Józef Sczaniecki                                                           | por. Sielecki Juliusz                                                           |
| por. Stankiewicz Stefan                                                         | por. Józef Walicki                                                              | por. rez. Marian Węclewicz                                                      |
| por. Woźniak Lucjan                                                             | por. Żółtowski Benedykt                                                         | ppor. Bardziński Janusz                                                         |
| ppor. Cichocki Kajetan;                                                         | ppor. Greś Konstanty                                                            | ppor. Kurnatowski Stanisław                                                     |
| ppor. Mroczkiewicz Lech                                                         | ppor. Roman Nitecki                                                             | ppor. Siudziński Henryk                                                         |
| ppor. Stryja Tadeusz                                                            | pchor. Trąmpczyński Bolesław                                                    | st. wachm. Goliwąs Jan                                                          |
| st. wachm. Świątek Michał                                                       | wachm. Kasprzak Józef                                                           | wachm. Wiśniewski Józef                                                         |
| plut. Gorzelany Stanisław                                                       | plut. Kostera Ludwik                                                            | plut. Osiak Jan                                                                 |
| plut. Pyziak Stanisław                                                          | plut. Wygaś Tadeusz                                                             | plut. Wojciech Zbanyszek                                                        |
| plut. Zieliński Tomasz                                                          | kpr. Czerwiński Czesław                                                         | uł. Bąk Józef                                                                   |
| uł. Żółtowski Alfred                                                            |                                                                                 |                                                                                 |

## Symbole pułkowe

### Sztandar
Uroczystego wręczenia sztandaru dokonano w Lesznie 21 maja 1939

### Odznaka pamiątkowa
Pierwsza odznaka zatwierdzona Dz. Rozk. MSWojsk. nr 49, poz. 872 z 13 grudnia 1921. Posiada formę krzyża ułożonego z emaliowanych proporczyków w barwach biało żółtych z paskiem pąsowym pośrodku. Na ramionach krzyża wpisano datę 6 I 1919. Na środku krzyża nałożony orzeł. Między ramionami krzyża po siedem srebrnych promieni. Dwuczęściowa – wykonana w srebrze lub w tombaku srebrzonym, emaliowana, żołnierska – wykonana w tombaku srebrzonym i oksydowanym. Na rewersie rok i numer nadania. Wymiary: 38 × 38 mm. Projekt: Zygmunt Moszczeński Wykonanie: Jan Knedler – Warszawa.
Druga odznaka zatwierdzona Dz. Rozk. MSWojsk. nr 27, poz. 307 z 9 października 1928. Ma kształt krzyża maltańskiego o wciętych ramionach pokrytych żółta emalią z białym obrzeżem. W środku krzyża tarcza okolona pąsową obwódką z numerem i inicjałem 17 U. Dwuczęściowa – wykonana w srebrze lub w tombaku srebrzonym, jednakowa dla oficerów i szeregowych. Wymiary: 40 × 40 mm. Wykonanie: Wiktor Gontarczyk – Warszawa.
Trzecia odznaka zatwierdzona Dz. Rozk. MSWojsk. nr 7, poz. 64 z 6 maja 1939. W 1939, po nadaniu imienia Bolesława Chrobrego, zamieniono cyfrę pułkową na inicjały BCh pod otwartą koroną. Wymiary: 45 × 45 mm. Wykonanie: Stefan Zygmaniak – Poznań.

### Barwy
| Proporczyk | Opis                                                   |
| ---------- | ------------------------------------------------------ |
|            | Proporczyk biało-żółty z pąsowym paskiem               |
|            | później ze szkarłatnym paskiem pośrodku                |
|            | proporczyk dowództwa w 1939                            |
|            | proporczyk 1 szwadronu w 1939                          |
|            | proporczyk 2 szwadronu w 1939                          |
|            | proporczyk 3 szwadronu w 1939                          |
|            | proporczyk 4 szwadronu w 1939                          |
|            | proporczyk 5 szwadronu ckm w 1939                      |
|            | proporczyk plutonu łączności w 1939                    |
| Inne       | Opis                                                   |
|            | Na czapce rogatywce – otok żółty                       |
|            | Szasery ciemnogranatowe, lampasy żółte, wypustka żółta |
|            | „Łapka” (do 1921) – karmazynowa                        |

Patron
6 maja 1939 patronem oddziału został Bolesław Chrobry.

### Żurawiejki
| Czy to świta, czy to dnieje, Siedemnasty zawsze wieje.                     | Zbiorowisko wielkich panów, Siedemnasty pułk ułanów.     | Jaśniepański i ziemiański, Siedemnasty pułk ułański.    |
| Czy noc ciemna, czy też dnieje, Siedemnasty zawsze wieje.                  | Na pół chamski, na pół pański, Siedemnasty pułk ułański. | Wielkopolski, jaśniepański, Siedemnasty pułk ułański.   |
| Czy to świta, czy to dnieje, Siedemnasty dobrze grzeje.                    | Trochę panów, trochę chamów, Siedemnasty to ułanów.      | Siedemnasty, jak to snadnie, Bije wroga gdzie popadnie. |
| Zbiorowisko wielkich panów, Siedemnasty pułk ułanów.                       | Trochę chłopów, trochę panów, Siedemnasty pułk ułanów.   |                                                         |
| Po każdej zwrotce: Lance do boju, szable w dłoń, bolszewika goń, goń, goń! |                                                          |                                                         |

## Wielkopolscy ułani

### Dowódcy i zastępcy dowódcy pułku
| Stopień, imię i nazwisko             | Okres pełnienia służby    | Kolejne stanowisko |
| Dowódcy pułku                        | Dowódcy pułku             | Dowódcy pułku      |
| ------------------------------------ | ------------------------- | ------------------ |
| por. Edward Grabski                  | 6 I – 14 II 1919          |                    |
| ppłk kaw. Kazimierz Raszewski        | 14 II – 20 III 1919       |                    |
| płk kaw. Władysław Mosiewicz         | 20 III 1919 – 12 III 1920 |                    |
| ppłk kaw. Witold Żychliński          | 12 III – 25 VII 1920      |                    |
| płk kaw. Włodzimierz Podhorski       | p.o. 25 VII – 10 X 1920   |                    |
| ppłk kaw. Erazm Stablewski           | 10 X 1920 – 1921          |                    |
| płk kaw. inż. Włodzimierz Podhorski  | 15 VII 1921 – 12 III 1929 | członek OTO        |
| płk dypl. kaw. Aleksander Pragłowski | 22 III 1929 – 15 I 1936   |                    |
| płk kaw. Tadeusz Kurnatowski         | 15 I 1936 – 31 III 1938   |                    |
| płk kaw. Ignacy Kowalczewski         | 1 IV 1938 – 16 IX 1939    |                    |
| Zastępcy dowódcy pułku               |                           |                    |
| ppłk kaw. Wiktor Kochanowski         | do †26 I 1925             |                    |
| ppłk SG Bronisław Wzacny             | 28 X 1925 – V 1927        | dowódca 8 psk      |
| ppłk kaw. Rudolf Wirski              | V 1927 – 1929             |                    |
| mjr kaw. Stanisław Królicki          | 6 VII 1929 - VII 1937     | dowódca 1 psk      |
| ppłk kaw. Wiktor Arnoldt-Russocki    | 1939                      |                    |

Oficerowie w barwach pułku poza jednostką w 1939
- rtm. Eugeniusz Murza Baranowski – adiutant Naczelnego Kwatermistrza
- ppłk Romuald Borycki – ?
- rtm. Władysław Brodnicki – ?
- ppor. Zygmunt Budziński – 1 p.k. KOP
- mjr Bolesław Cendrowski – Rejonowy Inspektor Koni w Poznaniu
- mjr Stefan Dobrowolski – w służbie dyplomatycznej
- rtm. Romuald Dowbor – KD 35 DP
- ppor. Julian Kiełmiński – 1 p.k. KOP
- por. Tadeusz Klimczyński – KD 25 DP
- rtm. Mikołaj Mitraszewski – ?
- płk dypl. Aleksander Radwan-Pragłowski – szef sztabu Armii „Łódź”
- ppor. Dominik Radziwiłł – 10 BK
- por. Henryk Stabiriski – dyrekcja PKP Wilno
- ppor. Zygmunt Stryczyński – 1 p. k. KOP
- rtm. dypl. Maksymilian Tuski – Kresowa BK
- rtm. Michał Unrug – w służbie dyplomatycznej

### Żołnierze 17 pułku ułanów - ofiary zbrodni katyńskiej
Biogramy ofiar zbrodni katyńskiej znajdują się między innymi w bazach udostępnionych przez Ministerstwo Kultury i Dziedzictwa Narodowego oraz Muzeum Katyńskie.
| Nazwisko i imię     | stopień              | zawód                     | miejsce pracy przed mobilizacją        | zamordowany |
| ------------------- | -------------------- | ------------------------- | -------------------------------------- | ----------- |
| Heinzel Juliusz     | porucznik rezerwy    |                           | Towarzystwo Przemysłowe J. Heinzel     | Charków     |
| Kaube Franciszek    | podporucznik         | żołnierz zawodowy         |                                        | Katyń       |
| Koziej Jan          | podporucznik rezerwy | inżynier leśnik           |                                        | Charków     |
| Kwiatkowski Zygmunt | podporucznik rezerwy | urzędnik                  | Ubezpieczalnia Społeczna w Warszawie   | Katyń       |
| Ludwiczak Edward    | podporucznik rezerwy | nauczyciel                |                                        | Katyń       |
| Małecki Wacław      | podporucznik rezerwy | inżynier leśnictwa        | dyrektor dóbr oraz fabryki „Karkowo”.  | Katyń       |
| Wylazłowski Jerzy   | porucznik rezerwy    | absolwent WSH w Warszawie |                                        | Katyń       |
| Zaniewski Wiesław   | porucznik            | żołnierz zawodowy         | oficer placu Leszno (OZKaw. „Kraśnik”) | Katyń       |
| Żółtowski Władysław | podporucznik rezerwy |                           | prezes Związku Młodych Ziemian         | Katyń       |